# Mountfield HK
Mountfield HK (celým názvem: Mountfield Hradec Králové, a.s.) je český klub ledního hokeje, který sídlí v Hradci Králové v Královéhradeckém kraji a od sezóny 2013/14 působí v Extralize, české nejvyšší soutěži ledního hokeje. Klubové barvy jsou bílá, červená, černá a žlutá. Partnerské kluby jsou SC Marimex Kolín a HC Příbram. 
Své domácí zápasy odehrává v zimním stadionu Hradec Králové (ČPP aréně) pod Bílou věží s kapacitou 6 890 diváků.

## Historie ledního hokeje v Hradci Králové

### Úplné počátky 1920–1929
Prvními hráči ledního hokeje na Královéhradecku nebyli paradoxně hokejisté, ale fotbalisté. Hráči kopané totiž měli přes dlouhé zimní přestávky problémy s udržením si fyzické kondice a účastnili se proto střetnutí, v té době hojně rozšířeného, hokeje s míčkem – tzv. bandy hokeje. Z tohoto prostého důvodu byl prvním klubem v Hradci Králové, který vstoupil do Českého hokejového svazu, fotbalový FC Hradec Králové. K přijetí došlo již v prosinci 1920.
Až o pět let později, v roce 1925, byl v Hradci Králové založen první ryze hokejový klub – Bruslařský klub Hradec Králové, jehož náplní již byla hra tzv. kanadského hokeje. Vzápětí, v roce 1926, vstoupil Bruslařský klub do Svazu ledního hokeje.
Pořádané zápasy v novém zimním sportu se zpočátku mezi veřejností nesetkávaly s přílišným zájmem, a tak byla v letech 1926–1929 hrána v Hradci Králové pouze přátelská utkání.
Přelomové období v historii celého československého ledního hokeje bylo září 1928, kdy byly Ministerstvem vnitra ČSR schváleny stanovy Českého svazu kanadského hokeje. Až na základě těchto schválených stanov byl umožněn vznik prvních domácích hokejových soutěží a mohla být pořádána první mistrovská střetnutí. Bezprostředně poté byla, mezi dalšími, založena i Východočeská župa kanadského hokeje. Prvními přijatými východočeskými členy se staly kluby: BK Hradec Králové, LTC Pardubice, SK Náchod a HC Dvůr Králové nad Labem. Z důvodu naplnění podmínky o tom, že v každé župě musí hrát minimálně šest klubů, byly přijaty i kluby, které se nenacházely na východě Čech – BK Mladá Boleslav a dokonce i HOSK Kladno.

### 30. léta 20. století
V lednu 1930 konečně došlo k prvnímu měření sil mezi mužstvy na východě Čech. Do Mladé Boleslavi se sjely, kromě domácího BK, také týmy BK Hradec Králové, LTC Pardubice a SK Kladno. Hradečtí hokejisté obsadili čtvrté místo, když podlehli později vítězné Boleslavi 1:3 a Kladnu 0:1. Ve městě vznikl v rámci YMCA další hokejový tým, se kterým sehrál BK v roce 1930 dvě přátelská utkání, ve kterých zvítězil BK 7:1 a 4:2.
V sezóně 1930/1931 se i přes problémy s počasím podařilo odehrát první Mistrovství severovýchodočeské župy, ve kterém byly týmy rozděleny do dvou skupin po třech. První skupinu vyhrál se 4 body BK Mladá Boleslav a druhou se 3 body BK Hradec Králové. Oba celky se střetly ve finále, kdy Mladá Boleslav zvítězila 1:0 a stala se vítězem. BK Hradec Králové měl domácí kluziště zřízeno v dnešních Jiráskových sadech, kde se opět dvakrát střetl s hradeckým YMCA a zvítězil 4:0 a 4:2. Domácí střetnutí se Dvorem Králové nad Labem se v Hradci Králové poprvé uskutečnilo večer při umělém osvětlení a Hradecký BK zvítězil 6:0.
Před sezónou 1931/1932 došlo k reorganizaci. Týmy Mladé Boleslavi a Kladna se přesunuly do svých místních žup a byly nahrazeny SK Jihlava a BK Německý Brod. Týmy byly rozděleny do skupin Sever a Jih. BK Hradec Králové skončil v severní skupině na 2. místě za Dvorem Králové, který ve finále podlehl Německému Brodu 1:0.
V sezóně 1932/1933 se župního mistrovství zúčastnilo devět týmů, které vytvořily tři skupiny. BK vyhrál svoji skupinu před Dvorem Králové a Náchodem. Ve finálové skupině, hrané v Pardubicích, obsadil BK konečné 3. místo za LTC Pardubice a BK Německý Brod. 25. ledna 1933 sehrál BK přátelské střetnutí s mnohonásobným mistrem republiky LTC Praha, který jako jeden z mála celků disponoval hřištěm s umělým ledem na pražské Štvanici. BK neměl sebemenší šanci a podlehl LTC vysoko 0:22. V roce 1932 vznikl při továrně Petrof nový hokejový klub s názvem SK Petrof Nový Hradec Králové.
1933/1934 se BK příliš nedařilo, ve své skupině osadil až 2. místo a do finále nepostoupil. Mistrem župy se stal LTC Pardubice. V Hradci Králové sehrál několik zápasů i nově vzniklý klub SK Meteor Svobodné Dvory, který se stal později mnohonásobným přeborníkem.
1934/1935 vyhrál SK Petrof Nový Hradec Králové kvalifikaci a postoupil do župního mistrovství. Navíc vyhrál svoji skupinu před BK Hradec Králové a postoupil do finále. Zde SK Petrof, jehož domácím hřištěm se stal rybník Plachta, obsadil 2. místo za Pardubicemi.
V metropoli na východě Čech bylo postupem času devět hokejových týmů, nejlepší výkonnost si však udržovaly jen tři kluby – BK Hradec Králové, SK Petrof a SK Meteor Svobodné Dvory.
1936/1937 se hrála poprvé Státní liga. Druhými nejvyššími soutěžemi byly ustanoveny divize. Ve východočeské divizi nastoupil i SK Petrof, který však ve své skupině skončil poslední a sestoupil.
V dalších letech se nejvíce daří týmu SK Meteor Svobodné Dvory, který se v roce 1939 probojoval až do župní divize.

### Německá okupace 1939–1945
Hokej se nepřestal hrát kupodivu ani za druhé světové války. Mezi roky 1939–1944 se hrály všechny župní soutěže.
V roce 1939 vznikl v Třebši nový klub – SK Sparta Hradec Králové, klub skončil ve své první sezóně na 4. místě v mistrovství župy.
Nejlepším královéhradeckým týmem byl nadále SK Meteor Svobodné Dvory, který dokonce v sezóně 1940/1941 bojoval o postup do nejvyšší soutěže. V rozhodujícím střetnutí se Meteor utkal v Českých Budějovicích s místním týmem AC Stadion České Budějovice. Zápas, hraný před 3000 diváky, skončil nerozhodným výsledkem 1:1 a muselo se prodlužovat. Rozhodnutí přineslo až druhé prodloužení, ve kterém Budějovice vstřelily dvě branky a po konečném výsledku 3:1 se kvalifikovaly do ligy.
Až v sezóně 1944/1945 se kvůli válce mistrovské soutěže nehrály. Na Hradecku se však konaly Zimní hry, kterých se účastnilo osm týmů, kromě tradičních BK, Petrof, SK Meteor a Sparty, hrály i týmy Slavia Hradec Králové, Plácky, Kukleny a Předměřice. Zvítězil SK Meteor s plným počtem 14 bodů a skóre 71:11.
Na katastrálním území Hradec Králové ve čtyřicátých letech působilo, později už těžko uvěřitelných, deset místních hokejových klubů:
- Bruslařský klub Hradec Králové
- Slavia Hradec Králové
- SK Meteor Svobodné Dvory
- SK Petrof Nový Hradec Králové
- Sokol Nový Hradec Králové (v roce 1941 byla činnost Sokola úředně zakázána)
- SK Sparta Hradec Králové
- SK Žižkov Kukleny
- DTJ Pražské předměstí
- DTJ Polaban Plácky
- Čechie Pouchov

Jedenáctý tým, SK Předměřice nad Labem, lze k hradeckým klubům rovněž připočítat.

### Poválečné období 1945–1948
V roce 1945 přestal fungovat nejznámější hradecký klub Bruslařský klub Hradec Králové, který s hradeckou Slavii sfúzoval do klubu BK Hockey Slavia Hradec Králové. V sezóně 1945/1946, kdy se opět hrálo v obnovených soutěžích, obsadil SK Meteor v divizní skupině Střed 3. místo a o postup do ligy tak hrála vítězná Horácká Slavia Třebíč. V sezóně 1946/1947 došlo k reorganizaci a byla vytvořena Východočeská divize, ve které zvýšením počtu mužstev ze šesti na dvanáct vznikly skupiny A a B. Ve skupině B obsadil SK Meteor 2. místo. Ve finále I. třídy Orlické župy porazila BK Slavia BK Hockey AFK Častolovice a postoupila do divize. 1947/1948 se kvůli teplé zimě soutěže neuskutečnily.

### Změny po únorovém puči 1948–1951
Po únoru 1948 nebyl změn ušetřen pochopitelně ani sport. Téměř všechny kluby ledního hokeje byly přejmenovány a výjimkou nebylo ani Hradecko. Sokol VČE Hradec Králové (dříve Slávia) obsadil 3. místo ve skupině B. Jedním z mála ušetřených prozatím přejmenování byl SK Meteor Svobodné Dvory, který skončil na 2. místě skupiny B. V roce 1950 obsadil tým ZSJ RDP Svobodné Dvory (Meteor) 2. místo ve skupině B2 divize, nyní přejmenované na Oblastní soutěž. Na 4. místě skončil Sokol VČE, nyní opět přejmenovaný na ZSJ ERZ Hradec Králové. 1950/1951 bylo vše opět jinak a je ustanoveno osmičlenné Oblastní mistrovství, kde RDP Hradec Králové skončil na 5. místě a Škoda Hradec Králové sedmá.

### 50. a 60. léta 20. století
V roce 1952 si Škoda po vítězství v nově ustanoveném Krajském přeboru zahrála o postup do ligy. Ve své skupině však skončila až šestá. V sezóně 1952/53 byla Škoda opět přejmenována, a to na Spartak ZVÚ Hradec Králové. Vítězstvím v přeboru postoupila do nově ustanovené Celostátní soutěže. Z té v roce 1956 padla do obnovené divizní soutěže. V roce 1958 Spartak v divizi zvítězil a postoupil do vznikající 2. ligy, kterou tvořily skupiny A a B po 12 účastnících. V roce 1959 obsadil Spartak jako nováček slušné 5. místo ve skupině A. Tým posílil po návratu z vojny v Dukle Jihlava reprezentant Jiří Dolana. Spartak se v dalších sezónách držel v tabulce stále okolo poloviny. Až v roce 1963 skončil tým na posledním místě skupiny A. Naštěstí pro Spartak kvůli další reorganizaci soutěží v tomto roce nikdo nesestoupil. V roce 1967 se Spartak po vítězství ve své skupině poprvé probojoval do čtyřčlenné kvalifikace o postup do 1. ligy, kde však skončil až na 3. místě, když postupujícím se stal tým VTŽ Chomutov. Totéž se Spartaku podařilo i v roce 1968, ale v kvalifikaci skončil až čtvrtý, postup si vybojoval Motor České Budějovice. V roce 1969 byla konečně zahájena výstavba haly nového zimního stadionu.

### 70. léta 20. století
Počátkem 70. let, v sezóně 1970/1971 a sezóně 1971/1972, se Spartak pohyboval v horních patrech druholigové tabulky. Po sezóně 1972/1973 se však chystala další reorganizace hokejových soutěží, při které došlo ke snížení počtu účastníků 2. ligy ze třiceti na pouhých čtrnáct. Spartak skončil ve své skupině 7. a byl nucen sehrát kvalifikaci o setrvání ve 2. lize, od příští sezóny přejmenované na 1. českou národní hokejovou ligu. V šestičlenné skupině o postup skončil až poslední a spadl do třetí nejvyšší soutěže – 2. ČNHL. Zde se snažil o brzký návrat, ke kterému došlo až v sezóně 1975/1976, kdy po vítězství ve své skupině vyhrál i tříčlennou kvalifikaci. V ní všechna mužstva získala po čtyřech bodech a rozhodovalo až skóre, které měli hradečtí nejlepší (13:12). Navíc diváky mohlo těšit, že v průběhu roku 1976 byl po sedmi letech konečně zcela dobudován zimní stadión a tým konečně nebyl nucen hrát na věčném staveništi. V sezóně 1976/1977 se však mužstvu, nově přejmenovanému na TJ Stadion Hradec Králové, nedařilo, v tabulce skončilo předposlední a po roce se společně s posledním Prostějovem vrátilo zpět do 2. ČNHL. V roce 1978 se však po suverénních výkonech, kdy v lize a kvalifikaci pouze jednou prohrál, vrátil zpět do 1. ČNHL. A tentokrát už na velmi dlouhý čas. V sezóně 1978/1979 a sezóně 1979/1980 skončil Stadion v 1. ČNHL na 5. resp. 6. místě a diváci doufali, že se začalo blýskat na lepší časy.

### 80. léta 20. století
Od začátku 80. let prošel tým postupnou obměnou. V roce 1980 posílil mužstvo 30letý mistr světa z roku 1972 Josef Paleček, který byl, dle tehdejšího socialistického pojetí sportu, již příliš starý na to, aby hrál v sousedních Pardubicích vrcholový sport na nejvyšší úrovni. V Hradci patřil k tahounům mužstva a ve třech sezónách po sobě byl nejlepším střelcem týmu, celkem vstřelil 68 branek.
Před sezónou 1981/1982 přebírá tým staronový trenér, prof. Vladimír Kobera. Role druhého trenéra se ujal Josef Paleček, který však i nadále zůstal na centru elitní hradecké 1. útočné formace Kopřiva – Paleček – Soudek. Do mužstva bylo zařazeno i několik velmi nadějných juniorů (Jiří Kovařík, Jaroslav Janeček ml. a Petr Prajsler), kteří skvěle doplnili zkušené borce týmu. Hradec Králové začal předvádět pro diváky velmi atraktivní otevřený kombinační hokej. V základní skupině se, až do posledního kola, přetahal s týmem velmi silného brněnského Ingstavu o konečné 1. místo v tabulce. Nakonec Stadion ve skupině B obsadil konečné 2. místo, pouhé dva body za vítězem. Dobré výsledky na hradecký zimní stadion postupně lákaly i další diváky, takže například domácímu utkání, kdy Stadion porazil Ingstav 5:3, přihlíželo 5000 nadšených diváků.
Ve finálové skupině podával tým velmi nevyrovnané výkony, kdy vysoká vítězství často střídaly utrpěné debakly. Stadion po odehrání finálové části obsadil nakonec 4. místo. Tečkou za úspěšnou sezónou však bylo poslední střetnutí, kdy v posledním, 40. kole, doma hostil tým Lokomotivy Přerov. Výsledek tohoto zápasu již nemohl nikterak ovlivnit konečné postavení domácích hokejistů v tabulce, kteří měli již dopředu zajištěno celkové 4. místo, a proto již hráli tzv. zápas pouze o čest. Naopak hosté měli o motivaci postaráno, jelikož je případné vítězstvím mohlo posunout do kvalifikace o postup do 1. ligy se Slovanem Bratislava. Od začátku zápasu Hradec předváděl jeden z nejlepších výkonů sezóny a po odehraných dvou třetinách vedli domácí 3:2. V poslední části střetnutí se ovšem obraz hry radikálně změnil. K velké nelibosti 3000 domácích diváků, kteří se s mužstvem přišli rozloučit, došlo u domácích hráčů k „záhadnému“ výpadku a po ostudné třetí třetině 0:3 nakonec Hradec Přerovu podlehl 3:5. Hradecký tým se na konci zápasu dočkal místo aplausu vypískání, ale útěchou mu, kromě zřejmě jiných benefitů, mohla být i účast na slavnostní večeři Přerova, která se po zápase konala v hradeckém mezinárodním hotelu Černigov… Pro přerovské to byl poslední příjemný zážitek v sezóně, neboť v kvalifikaci je Slovan smetl 0:3 na zápasy.
Po velmi nadějné předchozí sezóně byli všichni zvědavi, zda bude dobrá výkonnost mužstva Stadionu pokračovat i v té nadcházející. V sezóně 1982/1983 se mužstvu poměrně dařilo udržovat dobrou výkonnost, i když několika výpadkům se mužstvo opět nevyhlo. Takovým výpadkem se stal například i zápas 18. kola, kdy Stadion Hradec Králové zavítal, v roli vysokého favorita, na led předposledního celku Stadionu Liberec. Před návštěvou několika set, převážně již postarších a apatických diváků, dopředu smířených s prohrou domácího celku, proběhl jeden ze zápasů, na které se dlouho nezapomíná. Ihned od začátku zápasu Hradec kontroloval hru a v poklidu odehrál prvních 40 minut zápasu, po kterých vedl 1:2. Takřka komorní atmosféru zápasu pouze občas narušila svými pokřiky skupinka asi patnácti vlajkonošů hostí. Okamžitě s vhozením kotouče, kterým byla zahájena poslední část hry, začali zástupci učňovského školství z Hradce Králové oslavovat vítězství svého celku, které nastalo již za dalších 20 minut hry. A právě v hledišti se v těchto chvílích začal celý zápas lámat. Pokřiky hradeckých fans, jako například „Dneska, dneska, dneska Hradec vyhraje“, „Stadión, jédé Stadión“, „Hradec je hvězda, Hradec je superhvězda, Hradec je nejlepší“, vyvrcholily ve 2. minutě závěrečné třetiny skandováním „Hoši děkujem, hoši děkujem“. To však již byla na domácí publikum silná káva, a to se začalo pomalu probouzet. Domácí hráči byli zpočátku trochu zaskočeni tím, že se zimním stadiónem, místo obvyklých vulgárních nadávek na jejich adresu, začíná nést neustále sílící řev „Liberec do toho“. Domácí tým řev přítomných důchodců očividně probral z letargie a hráči začali na ledě místo bruslení létat. Tým Hradce dostali pod obrovský tlak, když se hrálo prakticky již na jednu branku. Ve 45. minutě vyrovnal Szturcek na 2:2 a uvedl publikum do ještě většího varu. Ve 49. minutě se puk, nastřelený do zadního mantinelu, odrazil před branku hostí a nikým nekrytý Pojsl obrátil zápas na 3:2. Hradec na tento vývoj zareagoval zpřesněním a zrychlením hry a začal nadšeně bojující domácí opět přehrávat. Několik vyložených gólových hradeckých šancí bravurně likvidoval domácí brankář Rybišar a fanatický dav se nemohl nabažit skandování jeho jména. Na konci zápasu Liberci začaly docházet síly a hráči si museli v nouzi vypomoci fauly. Minutu před koncem zápasu hráli hosté přesilovku 5 na 3 a trenér Kobera odvolal i brankáře, ale i to bylo málo. Trojice domácích hráčů bojovala tak, jako by jim šlo o život, brankář Rybišar předváděl zákroky, za které by v Kanadě kandidoval na zisk Vezinovy trofeje. Závěr zápasu zanikl v ohlušujícím řevu nadšených domácích diváků a liberečtí hráči se radovali tak, jako by právě vyhráli finále Stanleyova poháru.
Hradečtí nakonec po odehrání základní skupiny figurovali na 3. místě. Ve finálové skupině dlouho bojovali o konečné vítězství a nakonec obsadili v tabulce 2. místo, čtyři body za první Olomoucí. Nejvýraznější zápas sehrál Stadion v 6. kole finálové skupiny, kdy v domácím prostředí rozdrtil, do té doby v tabulce druhý (vítězný tým skupiny A), HC Slovan Ústí nad Labem v poměru 10:0. Výborné výkony ve finálové skupině se projevily i na návštěvnosti a domácí zápasy se pravidelně hráli před 4–5 tisíci diváky. Šance Hradce Králové na ještě lepší umístění komplikoval přímý domácí souboj s vedoucí Olomoucí, který skončil remízou 4:4. Ve třetí třetině hosté vyrovnali na 3:3 poté, co ve středním pásmu byl obránce Andrejs po krosčeku obrán o puk, který následně olomoucký hráč přihrál spoluhráči stojícímu dva metry za modrou čarou v obranné třetině domácích. Všichni domácí hráči, včetně brankáře Bahníka, přestali hrát a Olomouc pohodlně vyrovnala na 3:3. Posléze se po samostatném úniku Olomouc ujala rychle vedení, když se domácí hráči po protestech ještě nezkoncentrovali. Vyrovnat na 4:4 se domácím podařilo až v 60. minutě při hře 6 na 3. Výsledná remíza stačila spokojeným olomouckým hráčům k udržení náskoku na čele tabulky. Dalším významným faktorem, který negativně ovlivnil hru týmu, byla zranění klíčových útočníků z první formace, Břetislava Kopřivy a Josefa Palečka, která tak výrazně omezila produktivitu mužstva.
V dalších letech se dobré výsledky již nedařilo zopakovat a Stadion končil pravidelně ve druhé polovině tabulky. Příslibem pro budoucnost se jevila práce s mládeží, jejíž mužstva dosahovala výborných výsledků.

### 1989–1992
Po pádu komunistického režimu v roce 1989 se výsledky mužstva opět zlepšovaly. Hradec končil pravidelně po základní části v nejvyšších patrech tabulky a byl účastníkem finálové skupiny, resp. play-off. Vedení Stadionu začínalo přemýšlet nad možnostmi postupu mezi hokejovou elitu. Největší překážkou postupu byly však, po změně společenských poměrů, nedostatečné finance. Hradecký klub musel hledat silného partnera, který by byl ochoten investovat do hokeje nemalé částky. Již v roce 1992 bylo hledání úspěšné a klub HC Stadion Hradec Králové získal nového majitele.

### Postup mezi elitu – sezóna 1992/1993
Novým mecenášem a majitelem klubu se v roce 1992 stal Čechoameričan MUDr. Jan Voda, který se již dříve stal i majitelem hradeckého fotbalového klubu. Před zahájením sezóny 1992/1993 přešel do Hradce Králové kvůli neshodám s vedením z nedalekých Pardubic zkušený trenér Karel Franěk, ke kterému se připojilo i několik hráčů – brankář Libor Barta, obránci Jiří Seidl, Radomír Brázda a útočníci Patrik Martinec, Evžen Musil, Karel Pavlíček. Dále se ze Škody Plzeň vrátil útočník Petr Čihák a z emigrace v USA obránce Petr Prajsler. Na začátku soutěže se hrálo pouze o jedno postupové místo, avšak kvůli rozpadu československé federace bylo rozhodnuto, že do extraligy postoupí oba vítězné týmy ze semifinálových střetnutí play-off.
Po odehrání 26 zápasů základní části se mužstvo Stadionu v tabulce umístilo na 2. místě za suverénně zvítězivším týmem Zetoru Brno (v půli soutěže přejmenovaným na HC Královopolská Brno). (1. Zetor Brno 42 b. 2. HC Stadion 33 b. 3. Slavia Praha 32 b.) Prvních osm týmů ze základní skupiny postoupilo do finálové skupiny, kde se začínalo opět od nuly a po odehrání 14 zápasů výsledné pořadí v tabulce určilo jednotlivé soupeře pro play-off. Hradci Králové se v této fázi soutěže dařilo méně a tým obsadil až čtvrtou příčku. (1. TŽ Třinec 20 b. 2. HC Královopolská Brno 19 b. 3. HC Vajgar Jindřichův Hradec 18 b. 4. HC Stadion 18 b. 5. Slavia Praha 16 b.)
Ve čtvrtfinále se Hradec Králové střetl se Slavií Praha, kterou porazil těsně 3:2 na zápasy. (4:2, 3:0, 1:4, 3:4 SN, 5:2) V semifinále, které mělo rozhodnout o postupujících do nově ustanovené české Extraligy ledního hokeje, narazil HC Stadion na vítěze finálové skupiny, velmi silný tým TŽ Třinec. Po odehrání prvních čtyř zápasů byl stav série nerozhodný 2:2 (0:1 p.p. – 4:2 – 5:3 – 2:3 s.n.) Čtvrtému zápasu v Hradci Králové, který již mohl rozhodnout o postupu domácích, přihlíželo na zimním stadiónu přes 9000 diváků (kapacita 7700). Rozhodnout o vítězi muselo až pátém střetnutí, které se hrálo na ledě Třince.
25. března 1993 se v Třinci rozhodlo, že společně s Jindřichovým Hradcem postupuje i Hradec Králové. V infarktovém střetnutí se Hradec ujal vedení 1:0 gólem Petra Němečka. Po nepochopitelném kiksu brankáře Barty, který si sám srazil za svá záda puk, který směřoval zcela mimo branku, bylo vyrovnáno na 1:1 a zápas muselo již potřetí v sérii rozhodovat prodloužení. Ke kiksu brankáře Barty nutno podotknout, že nebyl zdaleka posledním v dresu hradeckého týmu a mezi hradeckou veřejností se stále častěji hovořilo o podezření, že tyto výpadky nebyly tak úplně náhodné. V 1. minutě prodloužení byl velmi přísně vyloučen hradecký obránce Brázda, ale Hradec Králové se s velkou dávkou štěstí ubránil. Když po vypršení dvouminutového trestu Brázda naskočil z trestné lavice na led, dostal přesný pas od Patrika Martince a nechytatelnou ranou poslal Hradec Králové do Extraligy – 1:2 p.p.

### Extraliga 1993/1994

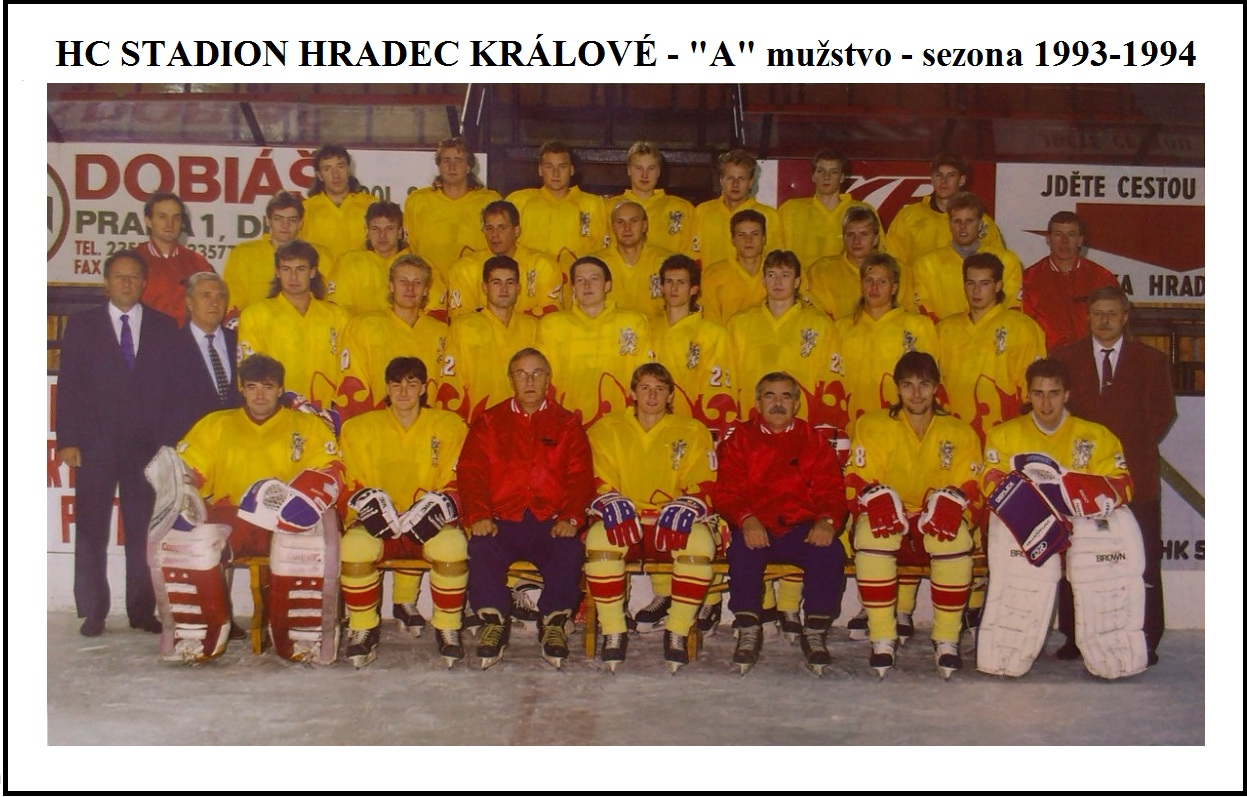
„A“ mužstvo 1993/1994

Hradecké účinkování v Extralize bylo pouze krátkou epizodou. Přitom kádr hradeckého mužstva tvořili hokejisté, kteří měli potenciál na to, aby hráli bez problémů v klidném středu extraligové tabulky. Předváděná hra týmu byla sice na dobré úrovni, ale častou příčinou ztráty bodů byly, někdy velmi kuriózní, individuální chyby několika hráčů, kteří dříve působili v sousedním městě. Stadion se proto po základní části krčil až na předposledním místě tabulky se ziskem pouhých 35 bodů. S umístěním týmu ostře kontrastovaly hradecké domácí navštěvy, které byly naopak v celé soutěži suverénně nejvyšší.
Následovala účast v play-out s týmem Dukly Jihlava, které Stadion jasně prohrál 1:3 na zápasy. Hradec však měl ještě možnost zachránit extraligovou příslušnost v následné baráži. Na baráž se Hradec posílil zapůjčením finských hokejistů Ahlroose, Hyttinena a Poulsena z IFK Helsinky. Rozhodujícím momentem baráže bylo domácí střetnutí Stadionu se Slavií Praha, jehož vítěz se měl stát účastníkem nejvyšší soutěže v dalším ročníku. Hradec střetnutí prohrál a sestoupil zpět do druhé nejvyšší soutěže, 1. národní hokejové ligy. Zcela zaplněné ochozy hradeckého zimního stadiónu byly svědkem neuvěřitelného střetnutí, ve kterém zejména kontrastoval přístup některých domácích hráčů k zápasu. Trojice Finů podala vynikající výkon a zbytku mužstva neustále kazila průběh zápasu, ve kterém měl zřejmě Hradec jasně podlehnout. Diváci nastalou situaci rychle pochopili a domácí celek mohutně povzbuzovali pokřikem „Suomi, Suomi“. Ani heroický výkon finských hráčů však nemohl porážku odvrátit a utkání skončilo poměrem 5:6 pro Slavii, jejímž nejlepším hráčem byl Vladimír Růžička, který dosáhl hattricku. Po konci zápasu, který znamenal sestup Hradce, bylo možné vyčíst zklamání pouze v tvářích tří Finů a několika mladých hradeckých odchovanců.
Ještě větším skandálem, než hra některých hokejistů, bylo neuvěřitelné hospodaření managementu Stadionu, který klub zadlužil tak, že stál prakticky před bankrotem. Zcela konsternovaný majitel MUDr. Voda se po těchto zkušenostech rozhodl klubu zbavit a věnovat se napříště pouze hradeckému fotbalu. Na úhradu dluhů musel klub prodat nejen většinu hráčů kádru A mužstva, ale i extraligové licence mládežnických mužstev Vsetínu. V dalších letech tak celý královéhradecký hokej čekal nervy drásající střetnutí o to, zda hokej v krajském městě úplně zanikne, anebo ne.

### Po sestupu – 1994–2000
Následovala nejčernější etapa v dějinách hokeje v Hradci Králové. Klub se zmítal ve finančních problémech a tým postupně opouštěli další a další hráči. Řada nadějných juniorů, kteří měli být budoucností hradeckého hokeje, odletělo za moře zkusit štěstí v Americe nebo jen odešlo, naskytla-li se příležitost, okamžitě jinam. Situace dospěla až tak daleko, že mužstvo padlo v roce 1996 do II. ligy. V půli roku 1996 z hokeje definitivně odešel doktor Voda, jehož obchodní podíl v klubu koupil bývalý hráč Hradce Králové Jan Soudek. I po pádu do nižší soutěže měli hradečtí hokejisté nadále problémy, hokej byl již provozován pouze na ryze amatérské úrovni. Tým se pohyboval okolo poloviny tabulky a nic nenaznačovalo tomu, že se daný stav zlepší.
Pak ovšem přišel rok 2000, ve kterém si tým sáhl na další dno. Skončil na 19. (předposledním) místě v tabulce skupiny A II. ligy a Hradci Králové reálně hrozil pád až do krajského přeboru. Následnou šestičlennou baráž sice hráči zvládli a 1. místem v tabulce si zachovali druholigovou příslušnost i pro další sezónu, ale bylo stále jasnější, že klub může zachránit pouze změna struktury vlastnictví, na které se bude podílet i samo město Hradec Králové.

### Nová epocha
V roce 2000 dostal skomírající hokejový klub nabídku od města Hradec Králové, že radnice pomůže s jeho záchranou. Město navrhlo založit akciovou společnost, do které nadpoloviční většinou majetkově vstoupí. Jednání zpočátku komplikoval fakt, že dalším akcionářem měl být i extraligový klub ze sousedních Pardubic, s čímž řada funkcionářů o.s. nesouhlasila. Nakonec, po řadě rezignací, byl o.s. vznik nové akciové společnosti schválen. Ale cena byla vysoká. Hradec se stal prakticky farmou svého blízkého souseda. HC Pardubice získal za pouhých 400 000 Kč 40 % akcií klubu, město Hradec Králové 55 % a hradecké hokejové o.s. HC Lev pouhých 5 %. Nový klub HC VČE Hradec Králové si vytyčil cíl, že nejpozději za tři roky se bude v Hradci Králové hrát opět 1. liga.

### 2002 – postup do 1. ligy
Na začátku roku 2002 se vedení hradeckého klubu odhodlalo k velice riskantní operaci. Bylo rozhodnuto zakoupit prvoligovou licenci ze Šumperka, který neměl prostředky na to, aby mohl pokračovat v prvoligové soutěži. Šumperk se po odehraném 31. kole (z celkových 40) základní části krčil se ztrátou 10 bodů na předposledním místě tabulky a Hradec tak čekal nelehký boj o záchranu v soutěži. Dalším problémem bylo i to, že 1. i 2. liga se hrála ve stejných termínech, takže ve stejný den, kdy do Hradce zavítala prvoligová Kadaň, odjížděl autobus s 11 hráči sehrát utkání 2. ligy do Milevska. A tato situace nastala ještě třikrát, než se podařilo hradeckou druholigovou licenci prodat do Loun. Ve světle toho, že soupisku Šumperka – Hradce Králové (jak se tým tehdy jmenoval) tvořil takřka nezměněný druholigový kádr, jevilo se udržení v 1. lize prakticky nemožné a většina Hradečáků byla nespokojena, že se klub zachoval nehospodárně. Jenže právě to nemožné se stalo skutečností. V klubu hráli sehraní hokejisté, dobrá parta táhnoucí za jeden provaz. Po odehrání zbylých devíti kol ze základní části, se týmu podařilo stáhnout náskok Písku na 12. místě na pouhý jeden bod. Tým pokračoval ve skvělých výkonech i ve skupině o udržení a z šesti odehraných kol vytěžil dalších 14 bodů, čímž se mu po neuvěřitelném a nevídaném finiši podařilo celkově o jeden bod přeskočit IHC Písek a díky tomu se zcela nečekaně vyhnul nevyzpytatelným barážovým utkáním. Cíl, který si klub stanovil v roce 2000, byl po dvou letech splněn.

### 2002–2007
Po postupu do 1. ligy se v polovině roku 2002 klubu podařilo, i za pomoci města, získat nového, silného generálního sponzora, kterým se stala Východočeská energetika (VČE). Nový název klubu zněl HC VČE Hradec Králové. Hned v sezóně 2002/2003 skončil tým až na předposledním místě a další prvoligovou příslušnost musel zachraňovat až v baráži. Ovšem nyní dobře finančně zajištěný klub mohl pokračovat v postupném budování kvalitního, silného kádru družstva a starosti se sestupem se jej již nadále přestaly týkat. Hradec se začal pohybovat v horních patrech tabulky a aktuálními se staly úvahy o případném návratu do Extraligy. Se sponzorem VČE byl dohodnut pětiletý plán, ve kterém bude klub štědře podporovat, na oplátku by se měl zase klub minimálně pokusit o postup výš. Tyto dohody se však pochopitelně nezamlouvaly pardubickému klubu v čele s manažerem Kusým, který byl stále spoluvlastníkem hokeje v Hradci Králové a počítal s Hradcem i nadále pouze v roli své prvoligové farmy.
V dalších letech se klub oddával myšlenkám na návrat do extraligy, ale snaha týmu vždy ztroskotal už v play-off 1. ligy. Nejblíže cíli byl tým v sezóně 2006/2007, kdy se HC VČE Hradec Králové stal vítězem základní části 1. ligy a dosáhl nejlepšího výsledku za posledních 15 let. Naděje na to, pokusit se o postup do extraligy, ukončil již v semifinále play-off 1. ligy tým Chomutova, se kterým Hradec vypadl po výsledku 1:3 na zápasy. Po této sezóně hlavní partner VČE s financováním klubu skončil, pětiletý plán totiž skončil nevalně.

### 2007–2011
Do nové sezóny 2007/2008 se klubu podařilo získat dva nové hlavní partnery – stavební firmu VCES a ČEZ. Nový název klubu byl HC VCES Hradec Králové. Roční příspěvek obou firem však činil pouze 9 miliónů Kč (zhruba 30 % ročního rozpočtu), takže bylo jasné, že s návratem do Extraligy se v brzké době nedá počítat. Zchudlý klub neměl v dalších letech žádné ambice na posun kupředu a výsledky týmu stále upadaly. Navíc financování bylo stále nejistější a klub musel hledat nového generálního partnera, protože VCES začalo šetřit, postupně klubu snižovalo příspěvky, až jej po vypuknutí krize opustilo úplně. Druhý sponzor se chystal již financovat pouze mládež, a tak se klub ocitl v roce 2011 bez nového partnera, kterého se celé roky nepodařilo najít.
Začalo být jasné, že klubu zřejmě nastanou opět hubená léta. Jediným pozitivem příchozí finanční krize bylo nakonec to, že pomohla hradeckému klubu se opět osamostatnit, městu se podařilo postupně odkoupit od HC Pardubice akcie zpět. Druhým pozitivem, alespoň pro fandy bylo, že klub 30. dubna 2011 opustil po 10 letech generální manažer Roman Višňák, který neustál soustavné protesty hradeckých fanoušků, kteří demonstrovali za jeho propuštění.

### Krátká epizoda HC LEV Hradec Králové
Na počátku roku 2011 došlo k založení nového klubu – HC Lev Hradec Králové, který 1. dubna 2011 podal přihlášku do KHL. Dohoda s movitým ruským sponzorem počítala s tím, že celek Lva bude hrát v Hradci Králové Kontinentální hokejovou ligu – KHL.[zdroj?]
Po inspekční cestě šéfů Kontinentální ligy do Hradce Králové byl klub ujištěn, že zimní stadion bude, po nemnoha úpravách, zcela vyhovovat požadavkům pro konání zápasů KHL. Když klub předložil vedení KHL požadované garance, že má k dispozici 350 miliónů Kč na svůj jednoroční provoz, byl Lev do KHL přijat.
Po půlročním úsilí zbývalo klubu učinit poslední krůček, kterým bylo Rusy požadované přijetí do ČSLH. Již před hlasováním dávali mnozí činitelé najevo svůj nesouhlas s přijetím Lva do svazu. V červnu 2011 proběhlo hlasování per rollam (po e-mailu), ve kterém se proti přijetí Lva vyslovilo 11 hlasů a pro žádný.
Svaz nepřijetí HC Lev odůvodnil takto: „Účast Hradce v KHL by znamenala další odliv hráčů do této soutěže. Pokud bude klub oslovovat další hokejisty, kteří působí v extralize, je tu i nebezpečí vyšroubování platů nahoru. Hradec by byl dalším produktem na českém trhu. Extraliga se přitom velmi musí snažit, aby se ufinancovala. V Česku nemá žádný klub takový rozpočet, jako by měl Hradec. A v Česku je malý trh, ty peníze se logicky přelijí. Navíc televizní diváci by mohli být hokejem už přesycení…, i to může ubrat další finance extralize.“
Ani po tomto debaklu zástupci Lva, který již mezitím nabral trenéry a část hráčského kádru, svůj boj nevzdali. Z Hradce Králové se však musel tým přestěhovat na Slovensko, do Popradu.
Tým sezónu 2011/2012 odehrál v Popradu a posléze se, roku 2012, stěhoval zpět do Česka. Ale již ne do Hradce Králové, nýbrž do Prahy. Tentokrát hlasování o přijetí klubu HC Lev Praha do ČSLH dopadl zcela opačně a klub byl do svazu jednohlasně přijat. Předseda ČSLH Tomáš Král změnu postoje zdůvodnil slovy: „Je to projekt, který je vyzkoušený na Slovensku. Tehdy nebylo jasné, kdo za tím je. Podle našeho názoru to je plus, jak pro českého diváka, pro český hokej, tak i reprezentaci. Je předpoklad, že tam bude hrát celá řada hokejistů, kteří už teď hrají KHL.“ Tím definitivně skončila krátká epizoda KHL v Hradci Králové.

### Sezóna 2011/2012
V roce 2011 se movitý podnikatel Petr Dědek nepohodl s radnicí ve Vrchlabí a přestal podporovat tamní prvoligový klub. Ku prospěchu hradeckého klubu se rozhodl, že v sezóně 2011/2012 bude spolufinancovat tým Hradce. Do Hradce se stěhoval rovněž bývalý generální manažer Vrchlabí, Ing. Aleš Kmoníček, který obsadil uvolněné místo po Romanu Višňákovi. Hradci se podařilo obsadit po základní části 5. místo a stejné místo obsadil i celkově, když prohrál ve čtvrtfinále play-off s HC Dukla Jihlava celkově 3:4 na zápasy. Po sezóně se Petr Dědek rozhodl, kvůli sporu města s firmou ABD Invest o zimní stadion, svůj sponzoring hokeje ukončit a nově se vrhl na financování golfu. Financování klubu tak opět padlo na bedra města.

### Sezóna 2012/2013 – Královští lvi Hradec Králové
Restrukturalizovaný klub dostal nový název HC Královští lvi Hradec Králové. Ovšem stále se nedařily snahy získat pro klub významného sponzora a na stole byly i úvahy, že hokej v Hradci skončí. Nakonec se město rozhodlo hokej financovat částkou téměř 20 miliónů Kč/rok. Kvůli soudním tahanicím s nájemcem zimního stadiónu, firmou ABD Invest, nemohli hokejisté trénovat na ledě doma, ale museli jezdit do okolních měst. Až bezprostředně před zahájením nové sezóny připravla ABD led alespoň v malé hale, takže tým nebyl nucen odehrát začátek soutěže pouze na stadionech soupeřů. a až po předběžném opatření soudu mohl tým hrát konečně v hale velké. Tyto tahanice se pochopitelně projevily na výsledcích mužstva, které se dokonce chvíli propadlo až na poslední místo tabulky. Nakonec se týmu podařilo po konci základní části skončit na 7. místě tabulky a postoupit do předkola play-off, což se dalo vzhledem k průběhu sezóny považovat za úspěch. Celkově tým skončil rovněž na 7. místě, když prohrál ve čtvrtfinále play-off s HC Olomouc 2:4 na zápasy. I pro další sezónu město nakonec zajistilo financování klubu a hráči startovali přípravu na novou sezónu a ještě zdaleka netušili, že všechno bude nakonec úplně jinak.

### Mountfield HK
Na jaře roku 2013 vypukl v Českých Budějovicích spor mezi městskou radnicí a hokejovým klubem HC Mountfield. Vlastník extraligového týmu, firma Mountfield, tvrdila, že když jí město neumožní na zimním stadionu exkluzivně točit pivo značky Radegast, místo piva Budweiser Budvar, bude klub penalizován pokutou 15 milionů korun, což by vedlo k jeho ekonomickému kolapsu. Klub navrhl, aby město smlouvu s Budvarem buď vypovědělo, anebo aby se Budvar stal jeho hlavním sponzorem s příspěvkem 13 milionů ročně. Radnice, která nedávno prodloužila smlouvu s Budvarem, však klubu nevyhověla, a ten proto začal jednat s některými městy o přesunu extraligového týmu k nim. Jednání byla zahájena s městy Jindřichův Hradec, Havlíčkův Brod, Hradec Králové a Znojmo. Volba nakonec padla na Hradec Králové, se kterým klub uzavřel dohodu o přesunu extraligového týmu. V červnu 2013, kdy k celé realizaci stěhování chyběl již pouze souhlas městského zastupitelstva v Hradci Králové, se snažil českobudějovický primátor Thoma tomuto kroku na poslední chvíli zabránit a nabídl vypovězení smlouvy s Budvarem za podmínky, že hokejová extraliga zůstane v následujících dvou letech v Českých Budějovicích, což ze sportovního hlediska nebylo možné zaručit. Proto klub návrh odmítl a po následném schválení hradeckého zastupitelstva byl klub přestěhován. V Hradci Králové vznikl fúzí A mužstev HC Královští lvi a HC Mountfield nový klub – Mountfield HK, jehož akcie napůl vlastní město Hradec Králové a společnost Mountfield.

### Sezóna 2013/2014

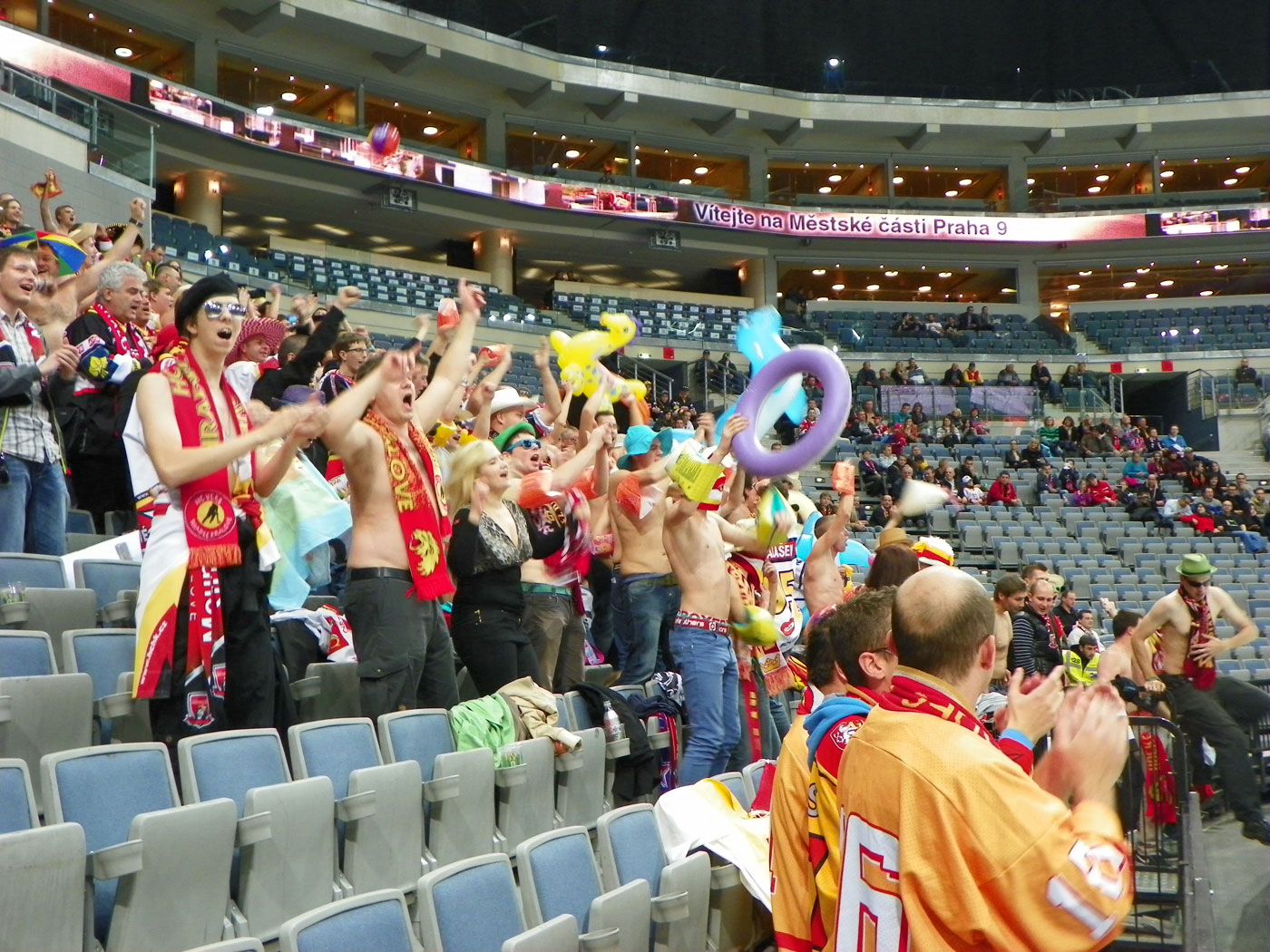
Fanoušci Hradce Králové na Slavii

Před zahájením nové sezóny se v přípravných zápasech týmu nedařilo a vyhrál pouze dvě střetnutí z devíti. Hokejoví odborníci týmu bez velkých hvězd nevěřili a tipovali jej na jednoho z kandidátů na baráž. Mírné pochyby vzbudil i ohlášený plánovaný rozpočet klubu ve výši pouhých 62 miliónů na sezónu, který byl jasně nejnižším ze všech extraligových týmů. Nedostatek prostředků od sponzorů signalizovaly led i mantinely s minimem reklamních nápisů na hradeckém zimním stadiónu. Se zahájením soutěže docházelo v hledištích hal napříč extraligou k protestům fanoušků proti novému klubu a nikdo rovněž netušil, jak nové hráče přijmou sami hradečtí diváci.
Přes všechna popsaná negativa se však nováčkovi vstup do soutěže nad očekávání povedl a po odehrání první třetiny zápasů základní části se tým umístil na 2. místě tabulky s 36 body z 18 zápasů. V tabulce venkovních zápasů skončil tým dokonce na 1. místě se ziskem 21 bodů z 10 zápasů. Rovněž hradecké publikum tým vřele přijalo a hráči si často pochvalovali atmosféru nejen při svých domácích zápasech, ale i na hřištích soupeřů. Tým nakonec skončil po základní části pátý a celkově šestý.

## Největší úspěchy
- Sezóna 1951/1952 – Škoda Hradec Králové – 1. místo v Krajském přeboru, v kvalifikaci o postup do 1. celostátní ligy 6. místo
- Sezóna 1966/1967 – Spartak ZVÚ Hradec Králové – 1. místo ve 2. lize, v kvalifikaci o postup do 1. celostátní ligy 3. místo
- Sezóna 1967/1968 – Spartak ZVÚ Hradec Králové – 1. místo ve 2. lize, v kvalifikaci o postup do 1. celostátní ligy 4. místo
- Sezóna 1975/1976 – TJ Stadion Hradec Králové – 1. místo ve 2. ČNHL, v kvalifikaci o postup 1. místo, postup do 1. ČNHL
- Sezóna 1977/1978 – TJ Stadion Hradec Králové – 1. místo ve 2. ČNHL, v kvalifikaci o postup 1. místo, postup do 1. ČNHL
- Sezóna 1981/1982 – TJ Stadion Hradec Králové – 3. místo po základní části, 2. místo ve finálové skupině 1. ČNHL
- Sezóna 1992/1993 – HC Stadion Hradec Králové – 2. místo po základní části, vítězství v semifinále 1. ČNHL, postup do české Extraligy
- Sezóna 2004/2005 – HC VČE Hradec Králové – 3. místo po základní části 1. ligy, čtvrtfinále play-off
- Sezóna 2006/2007 – HC VČE Hradec Králové – 1. místo po základní části 1. ligy, semifinále play-off, konečné 3. místo
- Rok 2013 – HC Mountfield – přesun Extraligy do Hradce Králové
- Sezóna 2016/2017 – Mountfield HK – 4. místo v základní části Tipsport extraligy, semifinále play-off, konečné 3. místo
- Sezóna 2019/2020 – Mountfield HK – 2. místo v Champion Hockey League (CHL), Finále v Hradci Králové, poprvé v České republice
- Sezóna 2021/2022 – Mountfield HK – 1. místo základní části v ELH a získání Prezidentského poháru
- Sezóna 2022/2023 – Mountfield HK – 4. místo v základní části Tipsport extraligy, finále play-off, poprvé v historii klubu postup do finále v ELH, poprvé vicemistr ELH
- Sezóna 2024/2025 – Mountfield HK – 2. místo v základní části ELH

## Historické názvy
Zdroj:
- 1925 – BK Hradec Králové (Bruslařský klub Hradec Králové)
- 1941 – BKH Hradec Králové (Bruslařský klub hockeyový Hradec Králové)
- 1945 – BK Hockey Slavia Hradec Králové (Bruslařský klub Hockey Slavia Hradec Králové)
- 1948 – Sokol VČE Hradec Králové (Sokol Východočeská energetika Hradec Králové)
- 1949 – ZSJ Škoda Hradec Králové (Základní sportovní jednota Škoda Hradec Králové)
- 1950 – Škoda Hradec Králové
- 1952 – Spartak ZVÚ Hradec Králové (Spartak Závody vítězného února Hradec Králové)
- 1953 – TJ Spartak Hradec Králové (Tělovýchovná jednota Spartak Hradec Králové)
- 1976 – TJ Stadion Hradec Králové (Tělovýchovná jednota Stadion Hradec Králové)
- 1992 – HC Stadion Hradec Králové (Hockey Club Stadion Hradec Králové)
- 1994 – HC Lev Hradec Králové (Hockey Club Lev Hradec Králové)
- 2000 – HC Hradec Králové, a.s. (Hockey Club Hradec Králové, akciová společnost)
- 2002 – HC VČE Hradec Králové, a.s. (Hockey Club Východočeská energetika Hradec Králové, akciová společnost)
- 2007 – HC VCES Hradec Králové, a.s. (Hockey Club Východočeská stavební skupina Hradec Králové, akciová společnost)
- 2012 – Královští lvi Hradec Králové, a.s. (Královští lvi Hradec Králové, akciová společnost)
- 2013 – Mountfield HK, a.s. (Mountfield Hradec Králové, akciová společnost)

## Statistiky

### Přehled ligové účasti
Stručný přehled
Zdroj:
- 1953–1954: Celostátní soutěž – sk. C (2. ligová úroveň v Československu)
- 1954–1955: Celostátní soutěž – sk. D (2. ligová úroveň v Československu)
- 1955–1956: Celostátní soutěž – sk. B (2. ligová úroveň v Československu)
- 1956–1957: Oblastní soutěž – sk. E (3. ligová úroveň v Československu)
- 1957–1958: Oblastní soutěž – sk. D (3. ligová úroveň v Československu)
- 1958–1963: 2. liga – sk. A (2. ligová úroveň v Československu)
- 1963–1968: 2. liga – sk. B (2. ligová úroveň v Československu)
- 1968–1969: 2. liga – sk. A (2. ligová úroveň v Československu)
- 1969–1973: 1. ČNHL – sk. A (2. ligová úroveň v Československu)
- 1973–1976: 2. ČNHL – sk. B (3. ligová úroveň v Československu)
- 1976–1977: 1. ČNHL (2. ligová úroveň v Československu)
- 1977–1978: 2. ČNHL – sk. C (3. ligová úroveň v Československu)
- 1978–1979: 1. ČNHL (2. ligová úroveň v Československu)
- 1979–1982: 1. ČNHL – sk. B (2. ligová úroveň v Československu)
- 1982–1993: 1. ČNHL (2. ligová úroveň v Československu)
- 1993–1994: Extraliga (1. ligová úroveň v České republice)
- 1994–1996: 1. liga (2. ligová úroveň v České republice)
- 1996–1998: 2. liga – sk. Východ (3. ligová úroveň v České republice)
- 1998–2002: 2. liga – sk. Západ (3. ligová úroveň v České republice)
- 2002–2013: 1. liga (2. ligová úroveň v České republice)
- 2013– : Extraliga (1. ligová úroveň v České republice)

Jednotlivé ročníky
Zdroj:
Legenda: červené podbarvení – sestup, zelené podbarvení – postup, fialové podbarvení – reorganizace, změna skupiny či soutěže
| Československo (1953 – 1993) |                           |        |    |     |                                                              |          |             |
| Ročník                       | Soutěž                    | Úroveň | PK | ZČ  | Play-off                                                     | Cel. um. | Pozn.       |
| 1953/1954                    | Celostátní soutěž – sk. C | 2.     | 4  | 3.  |                                                              | 3.       |             |
| 1954/1955                    | Celostátní soutěž – sk. D | 2.     | 4  | 2.  |                                                              | 2.       |             |
| 1955/1956                    | Celostátní soutěž – sk. B | 2.     | 6  | 6.  |                                                              | 6.       | Sestup      |
| 1956/1957                    | Oblastní soutěž – sk. E   | 3.     | 4  | 2.  |                                                              | 2.       |             |
| 1957/1958                    | Oblastní soutěž – sk. D   | 3.     | 5  | 1.  |                                                              | 1.       | Postup      |
| 1958/1959                    | 2. liga – sk. A           | 2.     | 12 | 5.  |                                                              | 5.       |             |
| 1959/1960                    | 2. liga – sk. A           | 2.     | 12 | 6.  |                                                              | 6.       |             |
| 1960/1961                    | 2. liga – sk. A           | 2.     | 12 | 9.  |                                                              | 9.       |             |
| 1961/1962                    | 2. liga – sk. A           | 2.     | 12 | 6.  |                                                              | 6.       |             |
| 1962/1963                    | 2. liga – sk. A           | 2.     | 12 | 12. |                                                              | 12.      |             |
| 1963/1964                    | 2. liga – sk. B           | 2.     | 8  | 5.  |                                                              | 5.       |             |
| 1964/1965                    | 2. liga – sk. B           | 2.     | 8  | 2.  |                                                              | 2.       |             |
| 1965/1966                    | 2. liga – sk. B           | 2.     | 8  | 4.  |                                                              | 4.       |             |
| 1966/1967                    | 2. liga – sk. B           | 2.     | 8  | 1.  |                                                              | 1.       | Kvalifikace |
| 1967/1968                    | 2. liga – sk. B           | 2.     | 8  | 1.  |                                                              | 1.       | Kvalifikace |
| 1968/1969                    | 2. liga – sk. A           | 2.     | 16 | 8.  |                                                              | 8.       |             |
| 1969/1970                    | 1. ČNHL – sk. A           | 2.     | 16 | 4.  |                                                              | 4.       |             |
| 1970/1971                    | 1. ČNHL – sk. A           | 2.     | 16 | 3.  |                                                              | 3.       |             |
| 1971/1972                    | 1. ČNHL – sk. A           | 2.     | 16 | 6.  |                                                              | 6.       |             |
| 1972/1973                    | 1. ČNHL – sk. A           | 2.     | 16 | 6.  |                                                              | 6.       | Kvalifikace |
| 1973/1974                    | 2. ČNHL – sk. B           | 3.     | 8  | 1.  |                                                              | 1.       | Kvalifikace |
| 1974/1975                    | 2. ČNHL – sk. B           | 3.     | 8  | 2.  |                                                              | 2.       |             |
| 1975/1976                    | 2. ČNHL – sk. B           | 3.     | 8  | 1.  |                                                              | 1.       | Kvalifikace |
| 1976/1977                    | 1. ČNHL                   | 2.     | 12 | 11. |                                                              | 11.      | Sestup      |
| 1977/1978                    | 2. ČNHL – sk. C           | 3.     | 10 | 1.  |                                                              | 1.       | Kvalifikace |
| 1978/1979                    | 1. ČNHL                   | 2.     | 12 | 5.  |                                                              | 5.       |             |
| 1979/1980                    | 1. ČNHL – sk. B           | 2.     | 12 | 6.  |                                                              | 6.       |             |
| 1980/1981                    | 1. ČNHL – sk. B           | 2.     | 12 | 9.  |                                                              | 9.       | sk. o udr.  |
| 1981/1982                    | 1. ČNHL – sk. B           | 2.     | 12 | 2.  |                                                              | 2.       | Finále      |
| 1982/1983                    | 1. ČNHL – sk. B           | 2.     | 12 | 3.  |                                                              | 3.       | Finále      |
| 1983/1984                    | 1. ČNHL                   | 2.     | 12 | 8.  |                                                              | 8.       |             |
| 1984/1985                    | 1. ČNHL                   | 2.     | 12 | 9.  |                                                              | 9.       |             |
| 1985/1986                    | 1. ČNHL                   | 2.     | 12 | 10. |                                                              | 10.      |             |
| 1986/1987                    | 1. ČNHL                   | 2.     | 12 | 7.  | Čtvrtfinále (prohra 0:2 na zápasy s TJ DS Olomouc)           | 7.       |             |
| 1987/1988                    | 1. ČNHL                   | 2.     | 12 | 3.  | Čtvrtfinále (prohra 1:2 na zápasy s TJ Šumavan Vimperk)      | 5.       |             |
| 1988/1989                    | 1. ČNHL                   | 2.     | 12 | 10. |                                                              | 10.      | sk. o udr.  |
| 1989/1990                    | 1. ČNHL                   | 2.     | 12 | 3.  | Čtvrtfinále (prohra 0:2 na zápasy s TJ DS Olomouc)           | 6.       |             |
| 1990/1991                    | 1. ČNHL                   | 2.     | 12 | 3.  |                                                              | 5.       | Finále      |
| 1991/1992                    | 1. ČNHL                   | 2.     | 12 | 2.  |                                                              | 4.       | Finále      |
| 1992/1993                    | 1. ČNHL                   | 2.     | 12 | 2.  | Semifinále (výhra 3:2 na zápasy nad TJ TŽ Třinec)            | 1.       | Postup      |
| Česko (1993 – )              |                           |        |    |     |                                                              |          |             |
| Ročník                       | Soutěž                    | Úroveň | PK | ZČ  | Play-off                                                     | Cel. um. | Pozn.       |
| 1993/1994                    | Extraliga                 | 1.     | 12 | 11. | Ne                                                           | 11.      | Baráž       |
| 1994/1995                    | 1. liga                   | 2.     | 14 | 8.  | Předkolo (prohra 0:2 na zápasy s HC Slovan Ústí nad Labem)   | 9.       |             |
| 1995/1996                    | 1. liga                   | 2.     | 14 | 14. | Ne                                                           | 14.      | Baráž       |
| 1996/1997                    | 2. liga – sk. Východ      | 3.     | 16 | 13. | Ne                                                           | 13.      |             |
| 1997/1998                    | 2. liga – sk. Východ      | 3.     | 16 | 7.  | Ne                                                           | 7.       |             |
| 1998/1999                    | 2. liga – sk. Západ       | 3.     | 18 | 10. | Ne                                                           | 10.      |             |
| 1999/2000                    | 2. liga – sk. Západ       | 3.     | 20 | 19. | Ne                                                           | 19.      | Baráž       |
| 2000/2001                    | 2. liga – sk. Západ       | 3.     | 20 | 3.  | Čtvrtfinále (prohra 0:2 na zápasy s TJ SC Kolín)             | 5.       |             |
| 2001/2002                    | 2. liga – sk. Střed       | 3.     | 12 | 3.  | Osmifinále (prohra 1:2 na zápasy s HC Strakonice)            | 6.       | Postup      |
| 2002/2003                    | 1. liga                   | 2.     | 14 | 13. | Ne                                                           | 12.      | sk. o udr.  |
| 2003/2004                    | 1. liga                   | 2.     | 14 | 6.  | Čtvrtfinále (prohra 0:3 na zápasy s HC Dukla Jihlava)        | 6.       |             |
| 2004/2005                    | 1. liga                   | 2.     | 14 | 3.  | Čtvrtfinále (prohra 2:3 na zápasy s KLH Chomutov)            | 5.       |             |
| 2005/2006                    | 1. liga                   | 2.     | 14 | 7.  | Semifinále (prohra 0:3 na zápasy s HC Slovan Ústí nad Labem) | 4.       |             |
| 2006/2007                    | 1. liga                   | 2.     | 14 | 1.  | Semifinále (prohra 1:3 na zápasy s KLH Chomutov)             | 3.       |             |
| 2007/2008                    | 1. liga – sk. Západ       | 2.     | 8  | 3.  | Čtvrtfinále (prohra 2:4 na zápasy s HC Kometa Brno)          | 5.-8.    |             |
| 2008/2009                    | 1. liga                   | 2.     | 16 | 6.  | Semifinále (prohra 2:4 na zápasy s HC Slovan Ústečtí Lvi)    | 4.       |             |
| 2009/2010                    | 1. liga                   | 2.     | 16 | 4.  | Semifinále (prohra 2:4 na zápasy s HC Slovan Ústečtí Lvi)    | 4.       |             |
| 2010/2011                    | 1. liga                   | 2.     | 16 | 7.  | Čtvrtfinále (prohra 1:4 na zápasy s KLH Chomutov)            | 7.       |             |
| 2011/2012                    | 1. liga                   | 2.     | 14 | 5.  | Čtvrtfinále (prohra 3:4 na zápasy s HC Dukla Jihlava)        | 5.       |             |
| 2012/2013                    | 1. liga                   | 2.     | 14 | 7.  | Čtvrtfinále (prohra 2:4 na zápasy s HC Olomouc)              | 7.       | Postup      |
| 2013/2014                    | Extraliga                 | 1.     | 14 | 5.  | Čtvrtfinále (prohra 2:4 na zápasy s PSG Zlín)                | 6.       |             |
| 2014/2015                    | Extraliga                 | 1.     | 14 | 5.  | Čtvrtfinále (prohra 0:4 na zápasy s HC Sparta Praha)         | 5.       |             |
| 2015/2016                    | Extraliga                 | 1.     | 14 | 3.  | Čtvrtfinále (prohra 2:4 na zápasy s BK Mladá Boleslav)       | 5.       |             |
| 2016/2017                    | Extraliga                 | 1.     | 14 | 4.  | Semifinále (prohra 2:4 na zápasy s HC Kometa Brno)           | 3.       |             |
| 2017/2018                    | Extraliga                 | 1.     | 14 | 2.  | Semifinále (prohra 2:4 na zápasy s HC Oceláři Třinec)        | 4.       |             |
| 2018/2019                    | Extraliga                 | 1.     | 14 | 4.  | Čtvrtfinále (prohra 0:4 na zápasy s HC Kometa Brno)          | 5.       |             |
| 2019/2020                    | Extraliga                 | 1.     | 14 | 8.  | play-off zrušeno kvůli pandemii covidu-19                    | x        |             |
| 2020/2021                    | Extraliga                 | 1.     | 14 | 6.  | Čtvrtfinále (prohra 0:4 na zápasy s Bílí Tygři Liberec)      | 5.       |             |
| 2021/2022                    | Extraliga                 | 1.     | 15 | 1.  | Čtvrtfinále (prohra 1:4 na zápasy s BK Mladá Boleslav)       | 5.       |             |
| 2022/2023                    | Extraliga                 | 1.     | 14 | 4.  | Finále (prohra 2:4 na zápasy s HC Oceláři Třinec)            | 2.       |             |
| 2023/2024                    | Extraliga                 | 1.     | 14 | 8.  | Čtvrtfinále (prohra 1:4 na zápasy s HC Dynamo Pardubice)     | 8.       |             |
| 2024/2025                    | Extraliga                 | 1.     | 14 | 2.  | Semifinále (prohra 1:4 na zápasy s HC Dynamo Pardubice)      | 4.       |             |
| 2025/2026                    | Extraliga                 | 1.     | 14 |     |                                                              |          |             |

### Přehled kapitánů a trenérů v jednotlivých sezónách
| Sezóna    | Soutěž               | Kapitán          | Trenéři                                                                                        | Soupiska |
| --------- | -------------------- | ---------------- | ---------------------------------------------------------------------------------------------- | -------- |
| 1969/1970 | 1. ČNHL – sk. A      |                  | Vladimír Kobera                                                                                |          |
| 1970/1971 | 1. ČNHL – sk. A      |                  | Vladimír Kobera                                                                                |          |
| 1971/1972 | 1. ČNHL – sk. A      |                  | Vladimír Kobera                                                                                |          |
| 1972/1973 | 1. ČNHL – sk. A      |                  | Jiří Anton – Evžen Hošek                                                                       |          |
| 1973/1974 | 2. ČNHL – sk. B      |                  | Jiří Dolana, Vladimír Kobera                                                                   |          |
| 1974/1975 | 2. ČNHL – sk. B      |                  | Jiří Dolana                                                                                    |          |
| 1975/1976 | 2. ČNHL – sk. B      |                  | Jiří Dolana                                                                                    |          |
| 1976/1977 | 1. ČNHL              |                  | Jaroslav Janeček                                                                               |          |
| 1977/1978 | 2. ČNHL – sk. C      |                  | Jaroslav Janeček                                                                               |          |
| 1978/1979 | 1. ČNHL              |                  | Jaroslav Janeček                                                                               |          |
| 1979/1980 | 1. ČNHL – sk. B      |                  | Jaroslav Janeček                                                                               |          |
| 1980/1981 | 1. ČNHL – sk. B      |                  | Jaroslav Janeček                                                                               |          |
| 1981/1982 | 1. ČNHL – sk. B      |                  | Vladimír Kobera, Josef Paleček                                                                 |          |
| 1982/1983 | 1. ČNHL – sk. B      |                  | Vladimír Kobera, Josef Paleček                                                                 |          |
| 1983/1984 | 1. ČNHL              |                  | Vladimír Kobera – Jan Bolek                                                                    |          |
| 1984/1985 | 1. ČNHL              |                  | Jaroslav Janeček                                                                               |          |
| 1985/1986 | 1. ČNHL              |                  | Jaroslav Janeček                                                                               |          |
| 1986/1987 | 1. ČNHL              |                  | Jiří Novák                                                                                     |          |
| 1987/1988 | 1. ČNHL              |                  | Jiří Novák, Jaroslav Janeček                                                                   |          |
| 1988/1989 | 1. ČNHL              |                  | Jiří Novák, Jaroslav Janeček                                                                   |          |
| 1989/1990 | 1. ČNHL              |                  | Miroslav Řehák, Břetislav Kopřiva                                                              |          |
| 1990/1991 | 1. ČNHL              |                  | Miroslav Řehák, Břetislav Kopřiva                                                              |          |
| 1991/1992 | 1. ČNHL              |                  | Miroslav Řehák, Břetislav Kopřiva                                                              |          |
| 1992/1993 | 1. ČNHL              | Jiří Ševčík      | Karel Franěk, Miroslav Řehák                                                                   |          |
| 1993/1994 | Extraliga            | Jiří Ševčík      | Karel Franěk, Miroslav Řehák                                                                   |          |
| 1994/1995 | 1. liga              |                  | Ladislav Fejgl, Pavel Smitka                                                                   |          |
| 1995/1996 | 1. liga              |                  | Martin Urban, Evžen Hošek – Zdeněk Ebel, Evžen Hošek                                           |          |
| 1996/1997 | 2. liga – sk. Východ | Tomáš Sehnoutka  | Josef Bury, Miroslav Řehák                                                                     |          |
| 1997/1998 | 2. liga – sk. Východ | Tomáš Sehnoutka  | Miroslav Řehák, Pavel Smitka                                                                   |          |
| 1998/1999 | 2. liga – sk. Západ  | Tomáš Sehnoutka  | Miroslav Řehák, René Andrejs                                                                   |          |
| 1999/2000 | 2. liga – sk. Západ  | Tomáš Sehnoutka  | Miroslav Řehák, René Andrejs                                                                   |          |
| 2000/2001 | 2. liga – sk. Západ  |                  | Jiří Fibiger, Zdeněk Vinopal                                                                   |          |
| 2001/2002 | 2. liga – sk. Střed  |                  | Jiří Fibiger, Zdeněk Vinopal                                                                   |          |
| 2002/2003 | 1. liga              |                  | Jiří Fibiger, Zdeněk Vinopal – Vladimír Jeřábek, Robert Horyna                                 |          |
| 2003/2004 | 1. liga              | Stanislav Mečiar | Vladimír Jeřábek, Robert Horyna                                                                |          |
| 2004/2005 | 1. liga              | Stanislav Mečiar | Ladislav Kolda, Robert Horyna                                                                  | Zde      |
| 2005/2006 | 1. liga              | Jaroslav Roubík  | Ladislav Kolda, Robert Horyna – Vladimír Jeřábek, Jiří Mička                                   | Zde      |
| 2006/2007 | 1. liga              | Jaroslav Roubík  | Vladimír Jeřábek, Jiří Mička                                                                   | Zde      |
| 2007/2008 | 1. liga – sk. Západ  | Jaroslav Roubík  | Pavel Pazourek, Jiří Mička                                                                     | Zde      |
| 2008/2009 | 1. liga              | Jaroslav Roubík  | Pavel Pazourek, Jiří Mička                                                                     | Zde      |
| 2009/2010 | 1. liga              | Jaroslav Roubík  | Jiří Mička, Jiří Slabý                                                                         | Zde      |
| 2010/2011 | 1. liga              | Jaroslav Roubík  | Jiří Mička, Jiří Slabý                                                                         | Zde      |
| 2011/2012 | 1. liga              | Martin Koudelka  | Jiří Mička, Jiří Slabý                                                                         | Zde      |
| 2012/2013 | 1. liga              | Michal Mikeska   | Martin Hosták, David Pospíšil, Miloš Říha – Jiří Kučera, Robert Horyna                         | Zde      |
| 2013/2014 | Extraliga            | Jiří Šimánek     | Peter Draisaitl, Jiří Kučera, Robert Horyna                                                    | Zde      |
| 2014/2015 | Extraliga            | Jiří Šimánek     | Peter Draisaitl, Jiří Kučera, Robert Horyna                                                    | Zde      |
| 2015/2016 | Extraliga            | René Vydarený    | Peter Draisaitl, Tomáš Martinec, Robert Horyna – Vladimír Kýhos, Tomáš Martinec, Robert Horyna | Zde      |
| 2016/2017 | Extraliga            | Jaroslav Bednář  | Václav Sýkora, Tomáš Martinec, Pavel Hynek, Robert Horyna                                      | Zde      |
| 2017/2018 | Extraliga            | Jaroslav Bednář  | Václav Sýkora, Tomáš Martinec, Pavel Hynek, Robert Horyna                                      | Zde      |
| 2018/2019 | Extraliga            | Petr Koukal      | Tomáš Martinec, Aleš Krátoška, Petr Svoboda, Robert Horyna                                     | Zde      |
| 2019/2020 | Extraliga            | Radek Smoleňák   | Tomáš Martinec, Aleš Krátoška, Petr Svoboda, Robert Horyna, Vladimír Růžička                   | Zde      |
| 2020/2021 | Extraliga            | Radek Smoleňák   | Vladimír Růžička, Daniel Branda, David Kočí, Robert Horyna                                     | Zde      |
| 2021/2022 | Extraliga            | Radek Smoleňák   | Tomáš Martinec, Ladislav Čihák, Petr Svoboda, Robert Horyna                                    | Zde      |
| 2022/2023 | Extraliga            | Radek Smoleňák   | Tomáš Martinec                                                                                 | Zde      |
| 2023/2024 | Extraliga            | Radek Smoleňák   | Tomáš Martinec                                                                                 | Zde      |
| 2024/2025 | Extraliga            | Tomáš Pavelka    | Tomáš Martinec                                                                                 | Zde      |
| 2025/2026 | Extraliga            |                  |                                                                                                |          |

### Nejlepší hráči podle sezon
| 1993/1994 |
| 1999/2000 |
| 2000/2001 |
| 2001/2002 |
| 2002/2003 |
| 2003/2004 |
| 2004/2005 |
| 2005/2006 |
| 2006/2007 |
| 2007/2008 |
| 2008/2009 |
| 2009/2010 |
| 2010/2011 |
| 2011/2012 |
| 2012/2013 |
| 2013/2014 |
| 2014/2015 |
| 2015/2016 |
| 2016/2017 |
| 2017/2018 |
| 2018/2019 |
| 2019/2020 |
| 2020/2021 |
| 2021/2022 |
| 2022/2023 |
| 2023/2024 |
| 2024/2025 |

| Petr Němeček     | 18 |
| Jan Verner       | 13 |
| Pavel Suchý      | 15 |
| Zdeněk Joudal    | 11 |
| Dušan Frosch     | 15 |
| Jaroslav Polák   | 19 |
| Tomáš Martinec   | 29 |
| Jaroslav Roubík  | 21 |
| Roman Vondráček  | 25 |
| Petr Domin       | 18 |
| Jaroslav Roubík  | 23 |
| Jaroslav Roubík  | 21 |
| Jaroslav Roubík  | 21 |
| Patrik Moskal    | 22 |
| David Švagrovský | 16 |
| Jiří Šimánek     | 25 |
| Tomáš Mertl      | 24 |
| Adam Courchaine  | 17 |
| Richard Jarůšek  | 19 |
| Rudolf Červený   | 21 |
| Tomáš Vincour    | 21 |
| Radek Smoleňák   | 23 |
| Radek Smoleňák   | 20 |
| Ahti Oksanen     | 25 |
| Aleš Jergl       | 17 |
| Oliver Okuliar   | 24 |
| Alex Tamáši      | 19 |

| Patrik Martinec | 25 |
| Pavel Kodym     | 16 |
| Pavel Kodym     | 15 |
| Tomáš Vašata    | 18 |
| Dušan Frosch    | 13 |
| Jaroslav Roubík | 26 |
| Jaroslav Roubík | 32 |
| Patrik Fořt     | 27 |
| Martin Koudelka | 36 |
| Jiří Kadlec     | 20 |
| Jaroslav Roubík | 31 |
| Martin Koudelka | 26 |
| Jaroslav Roubík | 21 |
| Michal Tvrdík   | 28 |
| Michal Tvrdík   | 24 |
| Tomáš Mertl     | 21 |
| Tomáš Mertl     | 26 |
| Jaroslav Bednář | 29 |
| Jaroslav Bednář | 36 |
| Jaroslav Bednář | 27 |
| Petr Zámorský   | 28 |
| Aleš Jergl      | 17 |
| Lukáš Cingeľ    | 17 |
| Jérémie Blain   | 25 |
| Jakub Lev       | 24 |
| Jérémie Blain   | 27 |
| Aleš Jergl      | 24 |

| Patrik Martinec | 40 |
| Pavel Kodym     | 25 |
| Pavel Suchý     | 26 |
| Tomáš Vašata    | 28 |
| Dušan Frosch    | 28 |
| Jaroslav Roubík | 42 |
| Tomáš Martinec  | 53 |
| Patrik Fořt     | 46 |
| Jaroslav Roubík | 55 |
| Jaroslav Roubík | 34 |
| Jaroslav Roubík | 54 |
| Jaroslav Roubík | 45 |
| Jaroslav Roubík | 42 |
| Michal Tvrdík   | 46 |
| Michal Tvrdík   | 38 |
| Jiří Šimánek    | 42 |
| Tomáš Mertl     | 50 |
| Jaroslav Bednář | 42 |
| Jaroslav Bednář | 47 |
| Jaroslav Bednář | 42 |
| Petr Zámorský   | 38 |
| Radek Smoleňák  | 37 |
| Radek Smoleňák  | 35 |
| Ahti Oksanen    | 49 |
| Jakub Lev       | 39 |
| Oliver Okuliar  | 45 |
| Aleš Jergl      | 36 |

| Pavel Mareček    | 78  |
| Per Novák        | 91  |
| Pavel Suchý      | 38  |
| Jiří Hendrich    | 47  |
| Petr Luštinec    | 61  |
| Petr Suchý       | 61  |
| Patrik Beck      | 98  |
| Pavel Suchý      | 90  |
| Petr Mocek       | 103 |
| Patrik Fořt      | 92  |
| Milan Karlíček   | 86  |
| Martin Koudelka  | 66  |
| Patrik Moskal    | 71  |
| Martin Vágner    | 46  |
| Martin Vágner    | 80  |
| Tomáš Mertl      | 78  |
| Jiří Vašíček     | 84  |
| Karel Pilař      | 66  |
| Alexandre Picard | 91  |
| Rudolf Červený   | 54  |
| Petr Koukal      | 59  |
| Richard Nedomlel | 102 |
| Radim Šalda      | 58  |
| Bohumil Jank     | 71  |
| Bohumil Jank     | 61  |
| Bohumil Jank     | 77  |
| Jordann Perret   | 90  |

### Bilance Hradce Králové s jednotlivými soupeři v Extralize
Stav k 20. 4. 2017
| Soupeř            | Zápasy | V   | VP | R  | PP | P   | VG  | IG  |
| ----------------- | ------ | --- | -- | -- | -- | --- | --- | --- |
| BRNO              | 22     | 5   | 2  | 0  | 2  | 13  | 34  | 57  |
| ČESKÉ BUDĚJOVICE  | 4      | 2   | 0  | 2  | 0  | 0   | 10  | 7   |
| CHOMUTOV          | 12     | 6   | 1  | 0  | 3  | 2   | 35  | 24  |
| JIHLAVA           | 8      | 3   | 0  | 1  | 0  | 4   | 26  | 26  |
| JINDŘICHŮV HRADEC | 4      | 1   | 0  | 1  | 0  | 2   | 14  | 20  |
| KARLOVY VARY      | 16     | 10  | 1  | 0  | 1  | 4   | 43  | 23  |
| KLADNO            | 8      | 4   | 0  | 1  | 0  | 3   | 22  | 19  |
| LIBEREC           | 16     | 5   | 2  | 0  | 2  | 7   | 45  | 44  |
| LITVÍNOV          | 25     | 11  | 1  | 1  | 3  | 9   | 69  | 67  |
| MLADÁ BOLESLAV    | 18     | 6   | 2  | 0  | 6  | 4   | 53  | 51  |
| OLOMOUC           | 16     | 9   | 3  | 1  | 1  | 2   | 54  | 39  |
| PARDUBICE         | 20     | 10  | 2  | 1  | 2  | 5   | 67  | 50  |
| PLZEŇ             | 20     | 9   | 1  | 3  | 1  | 6   | 57  | 56  |
| SLAVIA PRAHA      | 8      | 6   | 0  | 0  | 1  | 1   | 23  | 14  |
| SPARTA PRAHA      | 24     | 5   | 2  | 0  | 2  | 15  | 57  | 86  |
| TŘINEC            | 16     | 6   | 3  | 0  | 1  | 6   | 47  | 52  |
| VÍTKOVICE         | 20     | 10  | 2  | 0  | 2  | 6   | 58  | 51  |
| ZLÍN              | 26     | 9   | 1  | 0  | 3  | 13  | 60  | 70  |
| Celkem            | 283    | 117 | 23 | 11 | 30 | 102 | 774 | 756 |

Vysvětlivky:

      klub se účastní sezony 2015/16

V — výhry

VP — výhry v prodloužení nebo po nájezdech

R — remízy (v sezóně 1993/94 se zápasy prodlužovaly o 5 minut, když nepadl gól platila remíza)

PP — prohry v prodloužení nebo po nájezdech

P — prohry

VG – vstřelené góly

IG – inkasované góly
| Sezóna  | Zápasy | V  | VP | R  | PP | P  | VG  | IG  |
| ------- | ------ | -- | -- | -- | -- | -- | --- | --- |
| 1993/94 | 48     | 13 | 0  | 11 | 1  | 23 | 146 | 179 |
| 2013/14 | 58     | 23 | 10 | -  | 10 | 15 | 139 | 126 |
| 2014/15 | 56     | 26 | 3  | -  | 1  | 26 | 145 | 147 |
| 2015/16 | 58     | 26 | 4  | -  | 11 | 17 | 161 | 158 |
| 2016/17 | 63     | 29 | 6  | -  | 7  | 21 | 183 | 147 |

### Historická tabulka střelců Hradce Králové v Extralize
Přehled všech střelců hokejového klubu Hradec Králové v české Extralize (stav k 6.5.2020).
| Poř. | Jméno            | Celkem | 93/94 | 13/14 | 14/15 | 15/16 | 16/17 | 17/18 | 18/19 | 19/20 | 20/21 |
| ---- | ---------------- | ------ | ----- | ----- | ----- | ----- | ----- | ----- | ----- | ----- | ----- |
| 1.   | Rudolf Červený   | 72     | -     | 4     | 10    | 14    | 12    | 24    | -     | 5     | -     |
| 2.   | Jiří Šimánek     | 63     | -     | 27    | 16    | 5     | 11    | 4     | -     | -     | -     |
| 3.   | Rastislav Dej    | 53     | -     | 11    | 12    | 17    | 13    | -     | -     | -     | -     |
| 4.   | Jaroslav Kudrna  | 48     | 0     | 18    | 16    | 14    | -     | -     | -     | -     | -     |
| 5.   | Jaroslav Bednář  | 46     | -     | -     | -     | 17    | 13    | 16    | -     | -     | -     |
|      | Radek Smoleňák   | 46     | -     | -     | -     | -     | -     | 11    | 12    | 23    | 0     |
| 7.   | Roman Kukumberg  | 43     | -     | -     | 8     | 8     | 15    | 7     | 5     | -     | -     |
| 8.   | Tomáš Mertl      | 42     | -     | 15    | 24    | 3     | -     | -     | -     | -     | -     |
| 9.   | Tomáš Knotek     | 39     | -     | 6     | 9     | 5     | 19    | -     | -     | -     | -     |
|      | Bedřich Köhler   | 39     | -     | -     | -     | 5     | 17    | 17    | -     | -     | -     |
| 11.  | Lukáš Cingeľ     | 36     | -     | -     | -     | -     | -     | 10    | 12    | 14    | 0     |
| 12.  | Petr Koukal      | 30     | -     | -     | -     | -     | -     | 14    | 10    | 6     | 0     |
| 13.  | Andris Džeriņš   | 26     | -     | -     | -     | -     | 17    | 9     | -     | -     | -     |
| 14.  | Richard Jarůšek  | 25     | -     | -     | -     | -     | 20    | 5     | -     | -     | -     |
|      | Ahti Oksanen     | 25     |       |       |       |       |       |       |       |       |       |
|      | Tomáš Vincour    | 25     | -     | -     | -     | -     | -     | -     | 22    | 3     | -     |
| 16.  | Michal Dragoun   | 22     | -     | -     | -     | -     | 7     | 8     | 5     | 2     | -     |
|      | Radovan Pavlík   | 22     | -     | -     | 0     | 0     | 1     | 4     | 11    | 6     | 0     |
| 18.  | Filip Pavlík     | 20     | -     | -     | -     | -     | -     | 3     | 10    | 7     | 0     |
| 19.  | Petr Němeček     | 19     | 19    | -     | -     | -     | -     | -     | -     | -     | -     |
| 20.  | Patrik Martinec  | 18     | 18    | -     | -     | -     | -     | -     | -     | -     | -     |
|      | Brian Ihnačák    | 18     | -     | -     | -     | 18    | -     | -     | -     | -     | -     |
| 22.  | Adam Courchaine  | 17     | -     | -     | -     | 17    | -     | -     | -     | -     | -     |
| 23.  | Jiří Zadražil    | 15     | 15    | -     | -     | -     | -     | -     | -     | -     | -     |
| 24.  | Peter Frühauf    | 14     | -     | 8     | 1     | 5     | -     | -     | -     | -     | -     |
|      | Matej Paulovič   | 14     | -     | -     | -     | -     | -     | -     | 12    | 2     | -     |
|      | Martin Pláněk    | 14     | -     | 2     | 5     | 3     | 2     | 2     | -     | -     | -     |
| 27.  | Oskars Cibuļskis | 12     | -     | -     | -     | -     | -     | 8     | 3     | 1     | -     |
|      | Jordann Perret   | 12     | -     | -     | -     | -     | -     | -     | -     | 12    | 0     |
|      | Lukáš Vopelka    | 12     | -     | -     | -     | -     | -     | 7     | 5     | 0     | -     |
|      | René Vydarený    | 12     | -     | 5     | 1     | 3     | 3     | 0     | -     | -     | -     |
|      | Aleš Zima        | 12     | 12    | -     | -     | -     | -     | -     | -     | -     | -     |
| 32.  | Matěj Chalupa    | 11     | -     | -     | -     | -     | -     | -     | 4     | 7     | 0     |
|      | Kevin Klíma      | 11     | -     | -     | -     | -     | -     | -     | -     | 11    | 0     |
|      | Tomáš Martinec   | 11     | 11    | -     | -     | -     | -     | -     | -     | -     | -     |
|      | Milan Nedoma     | 11     | 11    | -     | -     | -     | -     | -     | -     | -     | -     |
|      | Petr Zámorský    | 11     | -     | -     | -     | -     | -     | 0     | 10    | 1     | 0     |
| 37.  | Stanislav Dietz  | 10     | -     | -     | 2     | 4     | 4     | -     | -     | -     | -     |
|      | Aleš Jergl       | 10     | -     | -     | -     | -     | -     | -     | -     | 10    | 0     |
|      | Petr Koreček     | 10     | 10    | -     | -     | -     | -     | -     | -     | -     | -     |
|      | Alexandre Picard | 10     | -     | -     | -     | -     | 10    | -     | -     | -     | -     |
| 41.  | Blaž Gregorc     | 9      | -     | -     | -     | -     | 5     | 4     | -     | -     | -     |
| 42.  | Karel Pavlíček   | 8      | 8     | -     | -     | -     | -     | -     | -     | -     | -     |
|      | Tomáš Pospíšil   | 8      | -     | 3     | 5     | -     | -     | -     | -     | -     | -     |
|      | Mislav Rosandič  | 8      | -     | -     | -     | -     | -     | -     | 5     | 3     | -     |
|      | Patrik Weber     | 8      | 8     | -     | -     | -     | -     | -     | -     | -     | -     |
| 46.  | Michal Tvrdík    | 7      | -     | 4     | 3     | 0     | -     | -     | -     | -     | -     |
|      | Antonín Honejsek | 7      | -     | -     | -     | 7     | -     | -     | -     | -     | -     |
| 38.  | Jan Berger       | 7      | -     | 0     | -     | 1     | -     | 5     | 1     | -     | -     |
|      | Daniel Rákos     | 7      | -     | -     | -     | -     | -     | -     | 5     | 2     | -     |
| 50.  | Bohumil Jank     | 6      | -     | 2     | 3     | 1     | -     | -     | -     | -     | 0     |
|      | Lukáš Květoň     | 6      | -     | 6     | -     | -     | -     | -     | -     | -     | -     |
|      | Karel Pilař      | 6      | -     | -     | 0     | 7     | -     | -     | -     | -     | -     |
|      | Vladimír Škoda   | 6      | -     | 6     | -     | -     | -     | -     | -     | -     | -     |
|      | Lukáš Vantuch    | 6      | -     | -     | 5     | 1     | -     | -     | -     | -     | -     |
| 55.  | Petr Beránek     | 5      | -     | -     | 5     | 0     | 0     | -     | -     | -     | -     |
|      | Zdeněk Čáp       | 5      | -     | 0     | 3     | 1     | 1     | 0     | 0     | 0     | 0     |
|      | Dominik Graňák   | 5      | -     | -     | -     | -     | -     | 2     | 3     | -     | -     |
|      | Martin Látal     | 5      | -     | -     | -     | -     | -     | 5     | -     | -     | -     |
|      | Lukáš Nedvídek   | 5      | -     | 0     | 3     | 0     | 2     | -     | 0     | -     | -     |
|      | Jake Newton      | 5      | -     | -     | -     | -     | 5     | -     | -     | -     | -     |
|      | Michal Nohejl    | 5      | 5     | -     | -     | -     | -     | -     | -     | -     | -     |
|      | Petr Pavlas      | 5      | 5     | -     | -     | -     | -     | -     | -     | -     | -     |
| 63.  | Radomír Brázda   | 4      | 4     | -     | -     | -     | -     | -     | -     | -     | -     |
|      | Jakub Langhammer | 4      | -     | 4     | -     | -     | -     | -     | -     | -     | -     |
|      | Jakub Lev        | 4      | -     | -     | -     | -     | -     | -     | -     | 4     | 0     |
|      | Petr Luštinec    | 4      | 4     | -     | -     | -     | -     | -     | -     | -     | -     |
|      | Michal Pahulák   | 4      | 4     | -     | -     | -     | -     | -     | -     | -     | -     |
|      | Tomáš Rousek     | 4      | -     | 4     | 0     | 0     | -     | -     | -     | -     | -     |
|      | Collin Valcourt  | 4      | -     | -     | 4     | -     | -     | -     | -     | -     | -     |
| 70.  | Pavel Mareček    | 3      | 3     | -     | -     | -     | -     | -     | -     | -     | -     |
|      | Juraj Bezúch     | 3      | -     | -     | -     | -     | -     | -     | 3     | -     | -     |
|      | Lucas Lessio     | 3      | -     | -     | -     | -     | -     | -     | 3     | -     | -     |
|      | Peter Mikuš      | 3      | -     | 2     | 1     | -     | -     | -     | -     | -     | -     |
|      | Tomáš Linhart    | 3      | -     | -     | -     | -     | -     | -     | 3     | 0     | -     |
|      | Patrik Miškář    | 3      | -     | -     | -     | -     | -     | 1     | 2     | 0     | -     |
|      | Richard Nedomlel | 3      | -     | -     | -     | -     | -     | -     | 1     | 2     | 0     |
|      | Radek Pilař      | 3      | -     | -     | -     | 0     | -     | -     | 0     | 3     | 0     |
|      | Karel Plášil     | 3      | -     | 1     | 1     | 1     | 0     | -     | -     | -     | -     |
|      | Martin Podlešák  | 3      | -     | 3     | -     | -     | -     | -     | -     | -     | -     |
|      | Ryan Potulny     | 3      | -     | -     | -     | -     | 3     | -     | -     | -     | -     |
|      | Dávid Skokan     | 3      | -     | -     | 3     | -     | -     | -     | -     | -     | -     |
|      | Radim Šalda      | 3      | -     | -     | -     | -     | -     | -     | -     | 3     | 0     |
| 83.  | Martin Filip     | 2      | 2     | -     | -     | -     | -     | -     | -     | -     | -     |
|      | Maris Bičevkis   | 2      | -     | -     | -     | -     | -     | -     | 2     | 0     | -     |
|      | Oscar Eklund     | 2      | -     | -     | -     | -     | -     | -     | -     | 2     | -     |
|      | Michael Gaspar   | 2      | -     | -     | -     | -     | -     | -     | -     | 2     | 0     |
|      | Adam Kubík       | 2      | -     | -     | -     | -     | -     | -     | -     | 2     | 0     |
|      | Tomáš Slovák     | 2      | -     | -     | 2     | -     | -     | -     | -     | -     | -     |
|      | Jakub Suja       | 2      | -     | 2     | -     | -     | -     | -     | -     | -     | -     |
|      | Martin Štajnoch  | 2      | -     | -     | -     | -     | 2     | -     | -     | -     | -     |
|      | Michal Švihálek  | 2      | -     | 2     | -     | -     | -     | -     | -     | -     | -     |
|      | Tomáš Troliga    | 2      | -     | -     | 1     | 1     | -     | -     | -     | -     | -     |
|      | Jiří Vašíček     | 2      | -     | -     | 2     | 0     | -     | -     | -     | -     | -     |
|      | Tomáš Zigo       | 2      | -     | -     | -     | -     | -     | 2     | -     | -     | -     |
|      | Lukáš Žejdl      | 2      | -     | -     | -     | -     | -     | -     | -     | 2     | 0     |
| 96.  | Tomáš Bulík      | 1      | -     | -     | -     | -     | 1     | -     | -     | -     | -     |
|      | Petr Čihák       | 1      | 1     | -     | -     | -     | -     | -     | -     | -     | -     |
|      | Tomáš Harant     | 1      | -     | 1     | -     | -     | -     | -     | -     | -     | -     |
|      | Jan Hrdina       | 1      | 1     | -     | -     | -     | -     | -     | -     | -     | -     |
|      | Jiří Hubáček     | 1      | 1     | -     | -     | -     | -     | -     | -     | -     | -     |
|      | Martin Klemenc   | 1      | 1     | -     | -     | -     | -     | -     | -     | -     | -     |
|      | Jakub Marek      | 1      | -     | 1     | -     | -     | -     | -     | -     | -     | -     |
|      | Radek Měsíček    | 1      | 1     | -     | -     | -     | -     | -     | -     | -     | -     |
|      | Jakub Orsava     | 1      | -     | -     | -     | -     | -     | -     | -     | 1     | 0     |
|      | Sébastien Piché  | 1      | -     | -     | -     | -     | -     | -     | 1     | -     | -     |
|      | František Ptáček | 1      | -     | 1     | -     | -     | -     | -     | -     | -     | -     |
|      | Jiří Ševčík      | 1      | 1     | -     | -     | -     | -     | -     | -     | -     | -     |
|      | Petr Štindl      | 1      | -     | -     | -     | -     | -     | -     | 1     | -     | -     |
|      | David Švagrovský | 1      | -     | 1     | 0     | 0     | -     | -     | -     | -     | -     |
|      | Libor Zátopek    | 1      | 1     | -     | -     | -     | -     | -     | -     | -     | -     |

### Klubové rekordy Hradce Králové v Extralize
| Událost                                         | Počet | Datum             | Ročník    | Kolo | Soupeř                                               | Výsledek | Třetiny               |
| ----------------------------------------------- | ----- | ----------------- | --------- | ---- | ---------------------------------------------------- | -------- | --------------------- |
| Nejvíce vstřelených branek v zápase             | 9     | pátek 1.10.1993   | 1993/1994 | 7.   | HC Stadion Hradec Králové – AC ZPS Zlín              | 9:1      | (2:1, 4:0, 3:0)       |
|                                                 | 9     | neděle 4.1.2015   | 2014/2015 | 34.  | Mountfield HK – BK Mladá Boleslav                    | 9:2      | (2:0, 4:2, 3:0)       |
|                                                 | 9     | úterý 17.1.2017   | 2016/2017 | 39.  | Mountfield HK – Piráti Chomutov                      | 9:3      | (5:0, 0:1, 4:2)       |
| Nejvíce vstřelených branek v jedné třetině      | 5     | pátek 29.11.2013  | 2013/2014 | 25.  | Mountfield HK – Bílí Tygři Liberec                   | 5:2      | (0:1, 0:1, 5:0)       |
|                                                 | 5     | úterý 17.1.2017   | 2016/2017 | 39.  | Mountfield HK – Piráti Chomutov                      | 9:3      | (5:0, 0:1, 4:2)       |
| Nejvíce branek v zápase celkově                 | 14    | pátek 21.1.1994   | 1993/1994 | 38.  | Vajgar Jindřichův Hradec – HC Stadion Hradec Králové | 7:7      | (2:3, 3:3, 2:1)       |
|                                                 | 14    | pondělí 12.1.2015 | 2014/2015 | 35.  | HC Oceláři Třinec – Mountfield HK                    | 8:6      | (2:2, 2:2, 4:2)       |
| Nejvíce inkasovaných branek v zápase            | 9     | pátek 17.9.1993   | 1993/1994 | 2.   | HC Stadion Hradec Králové – HC Sparta Praha          | 3:9      | (2:5, 1:1, 0:3)       |
|                                                 | 9     | úterý 11.1.1993   | 1993/1994 | 35.  | HC Sparta Praha – HC Stadion Hradec Králové          | 9:3      | (2:1, 5:2, 2:0)       |
| Nejvíce inkasovaných branek v jedné třetině     | 5     | pátek 17.9.1993   | 1993/1994 | 2.   | HC Stadion Hradec Králové – HC Sparta Praha          | 3:9      | (2:5, 1:1, 0:3)       |
|                                                 | 5     | úterý 11.1.1993   | 1993/1994 | 35.  | HC Sparta Praha – HC Stadion Hradec Králové          | 9:3      | (2:1, 5:2, 2:0)       |
|                                                 | 5     | neděle 13.10.2013 | 2013/2014 | 12.  | Bílí Tygři Liberec – Mountfield HK                   | 6:7 pr.  | (5:2, 1:2, 0:2 – 0:1) |
|                                                 | 5     | neděle 18.1.2015  | 2014/2015 | 39.  | Mountfield HK – HC Kometa Brno                       | 0:7      | (0:0, 0:5, 0:2)       |
| Nejvíce vstřelených branek v zápase DOMA        | 9     | pátek 1.10.1993   | 1993/1994 | 7.   | HC Stadion Hradec Králové – AC ZPS Zlín              | 9:1      | (2:1, 4:0, 3:0)       |
|                                                 | 9     | neděle 4.1.2015   | 2014/2015 | 34.  | Mountfield HK – BK Mladá Boleslav                    | 9:2      | (2:0, 4:2, 3:0)       |
| Nejvíce vstřelených branek v zápase VENKU       | 7     | pátek 21.1.1994   | 1993/1994 | 38.  | Vajgar Jindřichův Hradec – HC Stadion Hradec Králové | 7:7      | (2:3, 3:3, 2:1)       |
|                                                 | 7     | neděle 13.10.2013 | 2013/2014 | 12.  | Bílí Tygři Liberec – Mountfield HK                   | 6:7 pr.  | (5:2, 1:2, 0:2 – 0:1) |
| Nejvíce vstřelených branek jednotlivce v zápase | 3     | úterý 19.3.2014   | 2013/2014 | ČF2  | HC PSG Zlín – Mountfield HK                          | 3:4      | (2:1, 1:2, 0:1)       |
|                                                 | 3     | pátek 19.2.2016   | 2015/2016 | 46.  | Mountfield HK – HC Oceláři Třinec                    | 3:2      | (0:1, 3:0, 0:1)       |
|                                                 | 3     | úterý 22.3.2016   | 2015/2016 | ČF5  | Mountfield HK – BK Mladá Boleslav                    | 4:2      | (0:1, 0:1, 2:2)       |

### Jubilejní zápasy Hradce Králové v Extralize
| Zápas      | Datum             | Ročník    | Kolo | Soupeř                                      | Výsledek | Třetiny         | Návštěva         |
| ---------- | ----------------- | --------- | ---- | ------------------------------------------- | -------- | --------------- | ---------------- |
| 1. zápas   | úterý 14.9.1993   | 1993/1994 | 1.   | HC Poldi Kladno – HC Stadion Hradec Králové | 4:2      | (0:1, 2:0, 2:1) | 3000             |
| 50. zápas  | neděle 15.9.2013  | 2013/2014 | 2.   | Mountfield HK – HC Oceláři Třinec           | 3:2      | (0:0, 1:2, 2:0) | 5173             |
| 100. zápas | pátek 7.3.2014    | 2013/2014 | 52.  | HC Škoda Plzeň – Mountfield HK              | 1:3      | (0:0, 1:2, 0:1) | 5228             |
| 150. zápas | neděle 1.2.2015   | 2014/2015 | 44.  | Mountfield HK – HC Energie Karlovy Vary     | 3:1      | (1:0, 1:0, 1:1) | 4323             |
| 200. zápas | neděle 24.01.2016 | 2015/2016 | 39.  | HC Dynamo Pardubice – Mountfield HK         | 3:2      | (0:0, 1:2, 2:0) | 10194, vyprodáno |
| 250. zápas | pátek 09.12.2016  | 2016/2017 | 28.  | Kometa Brno – Mountfield HK                 | 4:3      | (2:1, 2:1, 0:1) | 7345             |

## Účast v mezinárodních pohárech
Zdroj:
Legenda: SP – Spenglerův pohár, EHP – Evropský hokejový pohár, EHL – Evropská hokejová liga, SSix – Super six, IIHFSup – IIHF Superpohár, VC – Victoria Cup, HLMI – Hokejová liga mistrů IIHF, ET – European Trophy, HLM – Hokejová liga mistrů, KP – Kontinentální pohár
- ET 2013 – Severní divize (8. místo)
- SP 2016 – Čtvrtfinále
- SP 2017 – Semifinále
- HLM 2017/2018 – Základní skupina F (4. místo)
- HLM 2018/2019 – Základní skupina F (4. místo)
- HLM 2019/2020 – Finále
- HLM 2022/2023 – Prohra ve čtvrtfinále s EV Zug

### Hokejová liga mistrů 2019/2020
Mountfield HK se v sezóně 2019/2020 dostal do finále hokejové ligy mistrů (CHL), které se odehrálo na zimním stadionu v Hradci Králové 4. února 2020. Mountfield HK prohrál se švédským hokejovým týmem Frölunda HC 1:3, který vyhrál tuto soutěž počtvrté za posledních šest let.

## Významní odchovanci klubu
K nejvýznamnějším odchovancům královéhradeckého hokeje patří:

### Brankáři
- Radovan Biegl – ČSSR 18, Česko, ELH, Slovenská extraliga
- Robert Horyna – ČSSR 18, ČSFR 20, ELH, Slovenská extraliga, DEL
- Ladislav Kudrna – Česko 18, Česko 20, ELH, EIHL, Ligue Magnus, LNH
- Oldřich Svoboda – ČSSR 18, ČSSR 20, Československo, ELH, SM-Liiga, RSL, DHL
- Roman Višňák – ČSSR 16, ČSSR 17, ČSSR 18, ČSSR 20, 1.ČSHL

### Obránci
- Michal Divíšek – WHL, ELH, Ligue Magnus
- Jakub Ficenec – Česko 18, Německo, ELH, AHL, ECHL, DEL
- Richard Jareš – ELH, DEL
- Petr Luštinec – ELH
- Pavel Mareček – ELH, Polská extraliga
- Jakub Nakládal – Česko, ELH, KHL
- Petr Prajsler – ČSSR 20, 1.ČSHL, NHL, ELH
- Petr Suchý – ELH
- Jiří Ševčík – ELH, DHL, Ligue Magnus
- Pavel Táborský – ČSSR 18, ČSSR 20, 1.ČSHL, ELH, DEL, DHL, Nor1
- Martin Táborský – ELH, DHL

### Útočníci
- Jan Buchtele – Česko, Česko 20, ELH
- Jiří Dolana – Československo, 1.ČSHL, LIHG
- Libor Dolana – ČSSR 18, Československo, 1.ČSHL, ELH
- Martin Hosták – ČSSR 18, ČSSR 20, Československo, 1.ČSHL, ELH, NHL, AHL, SEL
- Jan Hrdina – Česko 18, Česko, ELH, WHL, IHL, AHL, NHL, SEL, SM-Liiga
- Jiří Hubáček – ELH, Ligue Magnus, LIHG, LNH, NLA, EBEL
- Martin Filip – ELH, Ligue Magnus
- Dušan Frosch – ELH, DEL
- Jaroslav Kudrna – ELH, BCJHL, AHL, RSL, KHL
- Josef Marha – 1.ČSHL, ELH, NHL, AHL, NLA
- Pavel Marek – ČSSR 18, 1.ČSHL
- Patrik Martinec – ELH, RSL, ALIH
- Tomáš Martinec – ELH, Slovenská extraliga
- Michal Nohejl – ELH
- Petr Němeček – ELH
- Michal Pahulák – ELH, Slovenská extraliga
- Luboš Pázler – ČSSR 18, ČSSR 20, 1.ČSHL, ELH
- Aleš Zima – ELH, RSL, EIHL

### Mladí nadějní odchovanci klubu
- Zdeněk Čáp (obránce) – Česko 20, ELH
- Filip Hronek (obránce) – Česko 18, Noen ELJ, ELH
- Lukáš Nedvídek (útočník) – Česko 18, ELH
- Jaroslav Pavelka (brankář) – Česko 16, Česko 17, Česko 18, Česko 20, OHL, ELH
- Radovan Pavlík (útočník) – Česko 16, Česko 17, Noen ELJ, ELH
- Radek Pilař (útočník) – Česko 16, Česko 17, Noen ELJ, ELH